# モハメド・アリ
- ムハマド・アリ[1]
- モハメッド・アリ[2]

モハメド・アリ（Muhammad Ali、英語発音: [muˈhɑməd ɑːˈliː]、1942年1月17日 - 2016年6月3日）は、アメリカ合衆国のプロボクサー、アクティビスト。ケンタッキー州ルイビル出身。元WBA・WBC世界ヘビー級統一王者。ローマオリンピックライトヘビー級金メダリスト。旧本名カシアス・マーセラス・クレイ・ジュニア（Cassius Marcellus Clay Jr. 英語発音: [ˈkæsɪəs mɑrˈsɛləs kleɪ]）。旧リングネームカシアス・クレイ、カシアス・X。

## 概要

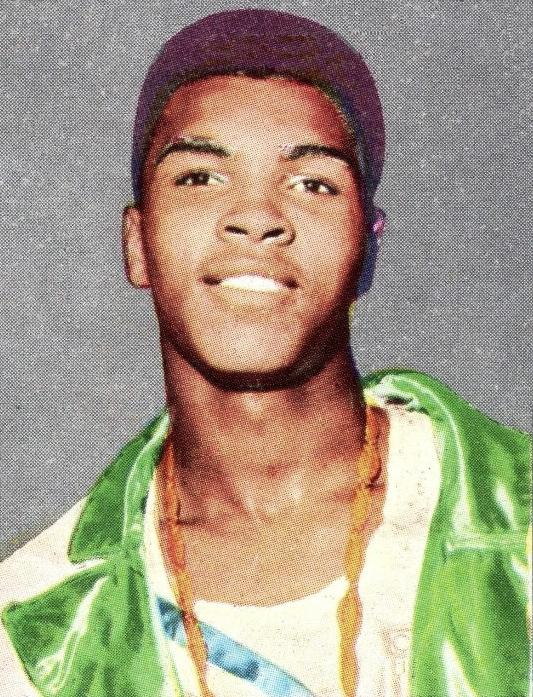
1966年

1960年、18歳の時にローマオリンピックライトヘビー級で金メダルを獲得。その後プロに転向し、1964年には当時「史上最強のハードパンチャー」と称されたソニー・リストンを相手に大番狂わせを演じ、22歳でWBA・WBC世界ヘビー級統一王座を獲得した（ボクシングでWBA・WBCと並ぶ主要団体であるIBF・WBOはどちらもアリの引退後に設立されたため、アリは事実上の主要団体統一王者となった）。ジョージ・フォアマンとザイールで対戦し、8Rでの一発大逆転を演じたタイトルマッチ（キンシャサの奇跡）や、ジョー・フレージャーとの3度にわたる死闘など、ボクシング史上に残る数々の名勝負を行っている。最終的には、ヘビー級史上初となる通算3度の王座獲得成功と19度の王座防衛に輝いた。このような経歴から20世紀で最も偉大なスポーツ選手とも称される。
黒人解放運動指導者マルコム・Xと出会いその思想に共鳴し、イスラム教に改宗。1960年に勃発し、後にアメリカが本格参戦したベトナム戦争への徴兵を拒否したことにより米国政府と長期にわたって争ったが、最終的には無罪を勝ち取ったことでも知られる（ベトナム反戦活動を参照）。アリの反戦活動は当時の米国政府や保守派との深刻な対立をもたらし、アリは無敗のままWBA・WBC世界ヘビー級統一王座とボクシング・ライセンスを剥奪され、3年7か月間のブランクを作ったが、復帰後、実力で王座奪還を果たした。また、反戦活動と同時に露骨な黒人差別を温存するアメリカ社会に批判的な言動を繰り返した。その後、反戦活動や公民権運動などへの貢献が称えられドイツの平和賞「オットー・ハーン平和メダル」を受賞するなど、アリは「平和主義を象徴する人物の1人」となった。

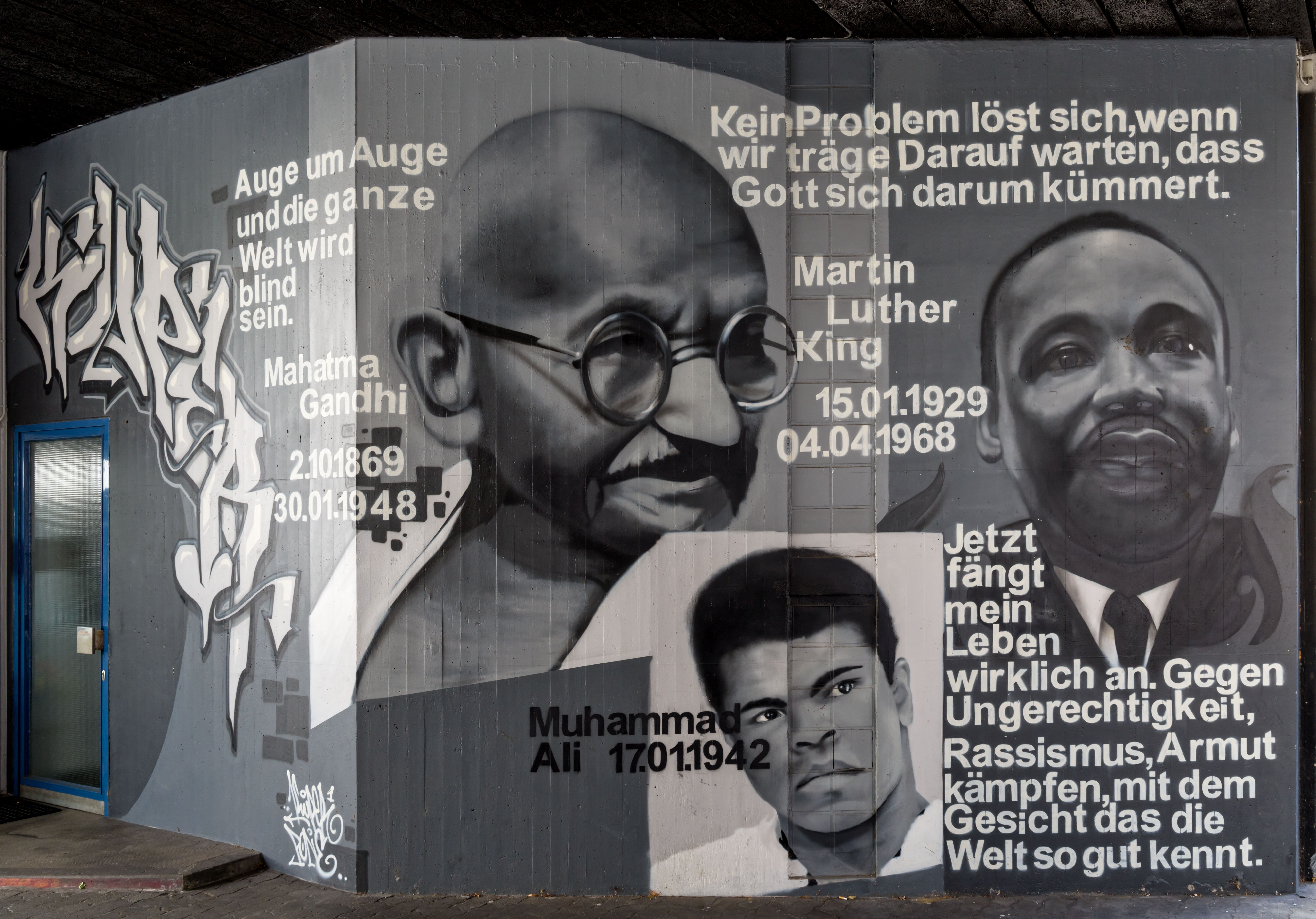
マハトマ・ガンディー、マーティン・ルーサー・キング・ジュニアとともに壁画に描かれるアリ（ドイツのミュンヘンにて）

ボクサーの他に、アクティビスト、そしてポップカルチャーのアイコンとして、アリは書籍、映画、音楽、ゲーム、テレビ番組などを含む数多くのジャンルで取り上げられてきた。また、アリは「世界で最も有名な人物」と呼ばれることも多く、1974年から1980年にかけて、アリの1試合の視聴者数は推定10億から20億人を記録し、1996年のアトランタオリンピックでアリが聖火台に点火したシーンは世界中で推定35億人の視聴者数を記録した（テレビ視聴件数を参照）。
引退から3年が経った42歳のとき、現役時代に受けた頭部へのダメージが原因とされるパーキンソン病と診断され闘病生活を送っており、2016年6月3日に74歳で死去した。死因は敗血症ショック。
弟のラーマン・アリ、娘のレイラ・アリも元プロボクサーであり、レイラはWBC世界女子スーパーミドル級の初代王者となり、ジョー・フレージャーの娘であるジャッキー・フレージャー・ライドと2001年に対戦している。総合格闘家のケビン・ケーシーは義理の息子。また、孫にプロボクサーのニコ・アリ・ウォルシュ、総合格闘家のビアッジョ・アリ・ウォルシュ、父方の祖先にアーチャー・アレクサンダー（1815-1880）がいる。

## 人物

### ファイトスタイル
テクニックよりもパワー偏重であったヘビー級のボクシングにおいて、アリはリング上を縦横無尽に絶え間なく旋回する「ダンシング」と形容される華麗なフットワークと、両手を低く構え予想外の角度から放たれる鋭い左ジャブを活用する型破りなアウトボクシングを持ち込んだ。また、アリは決してハードパンチャーではなかったが、相手のジャブにカウンターの右ストレートを合わせる離れ業や、ブライアン・ロンドンとの試合で見せた2.8秒間に12発のパンチを放つ驚異的なスピード、並外れた反射神経と動体視力を駆使し相手のパンチをノーガードで交わすディフェンス技術を持っていた。後に登場したマイク・タイソンをしのいで、ヘビー級史上最速と評価される（アリを尊敬しているタイソン自身がアリとの比較で「アリは私には速すぎる」と語っている）。タイソンの共同マネージャーだったジミー・ジェイコブスは、シンクロナイザーを用いて全盛期のアリと、パウンド・フォー・パウンド史上最高のボクサーと称されたシュガー・レイ・ロビンソンのパンチ速度を測定したところ、アリの方が50ポンド（22.6kg）体重が重かったのにもかかわらず、アリのパンチはロビンソンのパンチよりも25％速く、アリのパンチは約1000ポンド（453.5kg）の威力を生み出していたという。全盛期のアリと対戦したジョージ・シュバロは「彼はとにかく速かった。彼がパンチの射程距離に入った時には、もう既に彼が先にパンチを打ち始めていた。だから、もし君がパンチを当てるために彼が射程距離に入るのを待っていたら、君は殴られ続けることになるだろう」と語っている。映画『ALI アリ』でアリ役を演じたウィル・スミスのトレーナーを務めたダレル・フォスターは「アリの特徴的なパンチは左ジャブと右オーバーハンドだった。また、アリは少なくとも6つの種類のジャブを使い分けていた」と語っている。蝶のように舞い、蜂のように刺す (Float like a Butterfly, Sting like a Bee) という著名なフレーズは、アリのトレーナーのドリュー・バンディーニ・ブラウンがアリのフットワークとパンチを形容したもので、試合前によく向き合って「蝶のように舞い、蜂のように刺す！」と一緒に叫ぶパフォーマンスを見せていた。キャリア後期になりスピードとフットワークが衰えると、アリは試合中に自らロープにもたれかかり（ロープの弾力を利用し相手のパンチの衝撃を和らげるため）両腕でガードを固め、相手のパンチを腕でブロックしながら、時にリング外にのけぞるようにスウェーしてパンチを回避し、相手が攻め疲れたところを反撃するクレバーな戦法を取るようになり、これは後に「ロープ・ア・ドープ」として定着した。ボクシング審判員のアーサー・メルカンテは、キャリア晩年のアリについて「アリは全ての技術を知っていた。特にクリンチの技術は私が見た中で最高だった。彼はクリンチを体力回復の為に用いただけでなく、身体の大きさを活かして相手に寄りかかり、押したり引っ張ったりして相手に休む暇を与えず、着実に体力を奪っていた」「彼はとても賢かった。ほとんどのボクサーはただリング上で無我夢中に戦っているだけだが、アリはリング上で起こっていることの一瞬一瞬を全て感じ取っていた。まるでリングサイドに座って試合を分析しながら戦っているかのようだった」と評している。

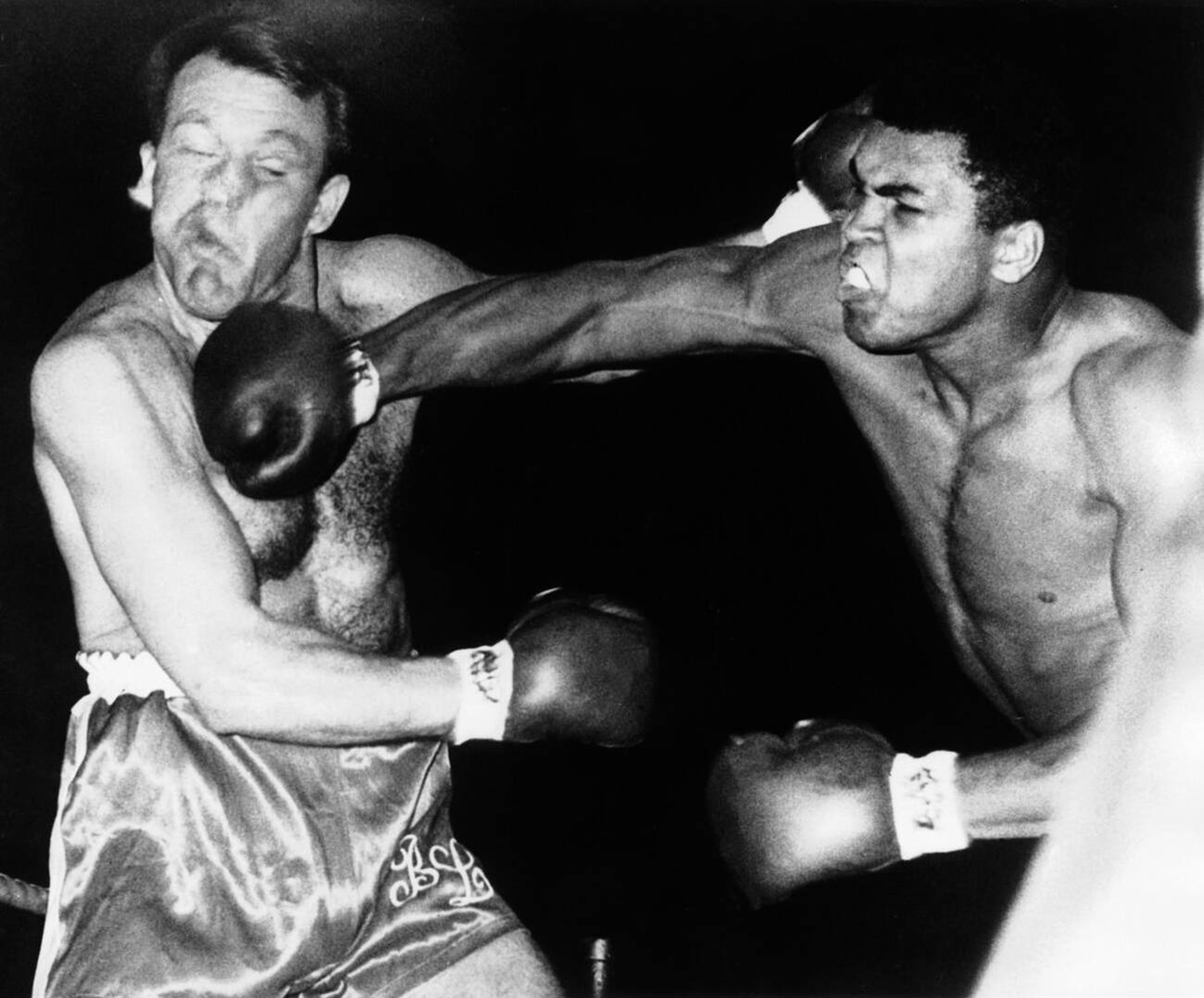
ブライアン・ロンドン戦（1966年）

### トラッシュ・トーク
トラッシュ・トーカーとして有名であり、注目を集めるための自己宣伝が非常に派手で巧みだった。「俺が最強だ」「俺が最も偉大だ」と公言し、わざと物議をかもす言動をし、試合の相手をからかった詩を発表し、KOラウンド数を予告してリングにあがった。アリの言動は一部の反感を買い、ベトナム徴兵忌避もあり、多数のアンチを生み出した。 本人はこの言動の理由を「ホラを吹けばみんな俺の試合を見にくるし、プロモーター達には、俺の試合が金になる事が判るんだ。野次や怒号の中をリングにあがるのはいい気分さ。最後は俺の予告どおりになるんだからね」としている。また、60年代の時点で既に韻を踏むなどヒップホップの要素を取り入れたトラッシュ・トーク（リストン戦前に語った『If you like to lose your money, be a fool and bet on Sonny. But if you wanna have a good day, then put it on Clay.（もしお前が金を失いたければ、ソニーに賭けて愚か者になれ。だが、良い日を過ごしたいなら、クレイに賭けるんだな）』など）を披露しており、後世のヒップホップ・ミュージックに影響を与えた人物、あるいはラッパーの先駆者、史上初のラッパーとも称される。80年代から90年代を代表するラッパーのLL・クール・Jは「アリがいなかったら俺のヒット曲は存在しなかっただろうし、G.O.A.T.（Greatest of All Timeの略）という言葉も生まれなかっただろう」と語り、他にもジェイ・Z、エミネム、ショーン・コムズ、スリック・リック、ナズ等のラッパーからインスピレーションを受けた人物として挙げられている。ローリング・ストーンは、アリの「フリースタイルのスキル」と「ライム、フロウ、ブラガドシオ」が「LL・クール・JやRun-D.M.C.の典型になった」と述べ、アリのエゴは「カニエ・ウェストの存在を予兆」し、アリのアフロセントリズムは「ラキム、ジェイ・Z、ナズ、ケンドリック・ラマー等の存在を予兆」していたと述べている。

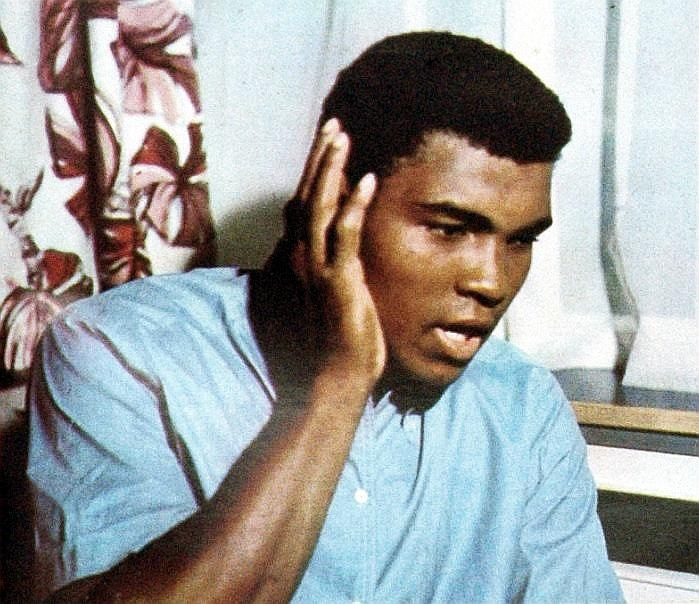
1970年

### マルコム・Xとの関係
マルコム・Xは1962年にデトロイトで、初めてアリに出会ったと回想している。その後、マルコムがネーション・オブ・イスラムを脱退し、アリにスンニ派イスラム教への改宗を勧めたが、アリはマルコムとの関係を絶ってしまった。これについてアリは「人生で最も後悔している出来事の1つ」と自伝で述べている。

### アリが影響を受けたボクサー

#### シュガー・レイ・ロビンソン
シュガー・レイ・ロビンソンを尊敬しており実際に影響をうけたと指摘する声も存在した。レオン・スピンクスとの再戦を前に「俺は三度ヘビー級王座を獲得する最初の男になる。ヘビー級のシュガー・レイ・ロビンソンになるんだ」と語っている。また、現役時代にアリはロビンソンについて「タイミング、スピード、反射神経、リズム、筋肉、全てが美しかった」「俺はヘビー級において史上最高だが、パウンド・フォー・パウンドにおいては、未だにシュガー・レイ・ロビンソンが史上最高だろう」と語っている。後にはシュガー・レイ・レナード等を育てた名トレーナー、アンジェロ・ダンディーと常にコンビを組んでいた。

#### ジャック・ジョンソン
アリは現役時代に史上最高のボクサーの1人として黒人初の世界ヘビー級王者ジャック・ジョンソンを挙げており、1978年のインタビューで「ジャック・ジョンソンは俺にとって大きなインスピレーションだったよ。白人が黒人をリンチしてた時代にもかかわらず、彼の言動は全て大胆不敵だった」「みんな、俺の事を勇敢だって言うけど、ジャック・ジョンソンの勇敢さには到底及ばないね」と語っている。

### 後世に与えた影響
アリはボクシングのみならず様々なジャンルのアスリートや著名人から尊敬され、目標とされている人物である。
- アスリート・著名人からの評価
  - バラク・オバマ『モハメド・アリは史上最高だった。ほんの少しの間でも、彼と知り合えたことを神に感謝している』[31]
オバマは大統領時代に、アリから贈られたボクシンググローブとアリの写真をホワイトハウス内に展示していた[32]。アリの写真集を紹介するオバマ（2016年、ホワイトハウス内にて）

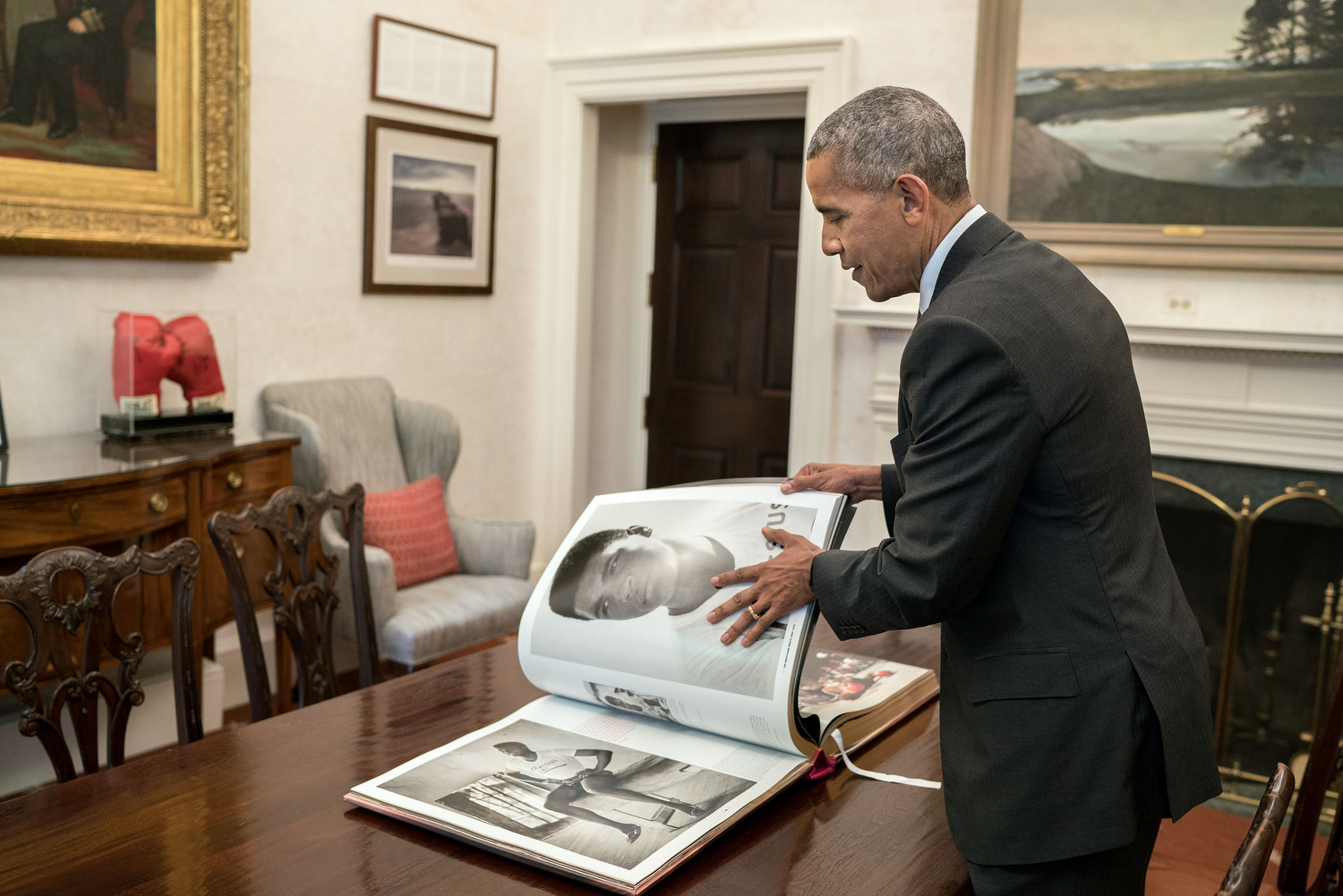
アリの写真集を紹介するオバマ（2016年、ホワイトハウス内にて）

  - ドナルド・トランプ『彼はリング上では獰猛で、リング外では最も親切な人物だった』[33]
  - ビル・クリントン『彼はボクサーだがリング上ではバレリーナのように優雅だった。彼の動き、スピード、パワー。それは魔法そのものだった。また、彼は全世界に属していながら、決してアメリカ人としての誇りを捨てなかった』[34]2000年のアリ（右）とクリントン（左）

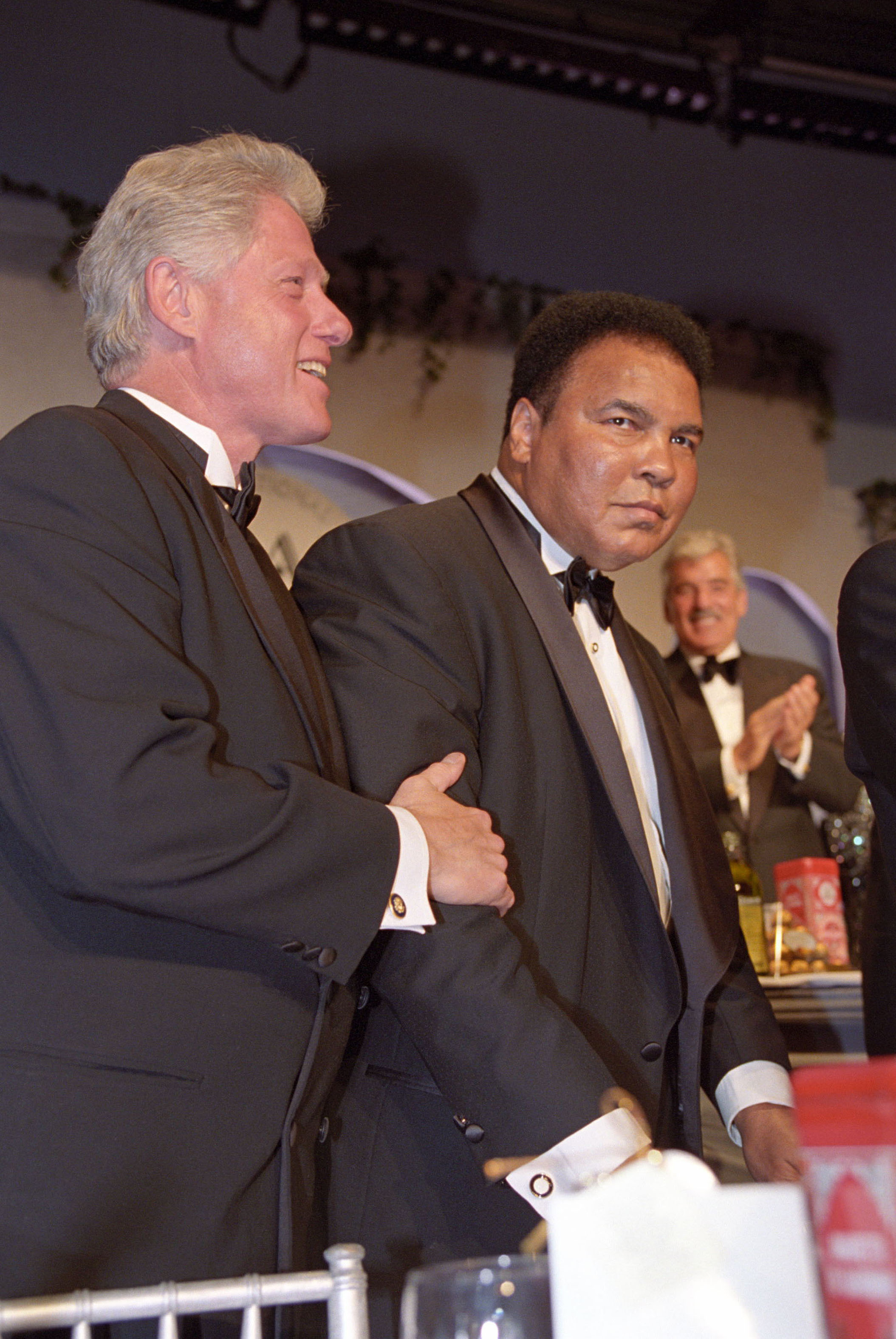
2000年のアリ（右）とクリントン（左）

  - マイケル・ジョーダン『モハメド・アリはスポーツよりも大きく、偉大な存在だった。彼自身が言うように"史上最高"だった』[35]
  - アーノルド・シュワルツェネッガー『モハメド・アリは僕のアイドルであり、僕たち全員のモチベーションだった』[36]
  - マイク・タイソン『全ての頭は彼にお辞儀をし、全ての口は彼を"史上最高"だと告白しなければならない』[37]
  - ペレ『モハメド・アリは僕の友人であり、同時に僕のアイドルであり、ヒーローだった』[38]
  - デビッド・ベッカム『彼が偉大なボクサーであった事は疑う余地がないさ。彼は史上最高だった。モハメド・アリが成し遂げてきた功績は僕たちの想像を超えてるよ』[39]2012年のアリ（中央）とベッカム（右）

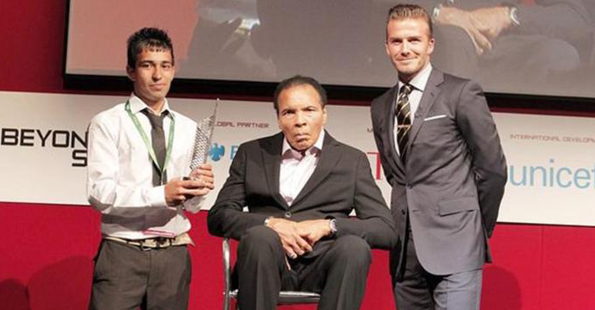
2012年のアリ（中央）とベッカム（右）

## ボクシングのキャリア

### 生い立ち
| アリとジョー・E・マーティン（英語版） |  | アリとジョー・E・マーティン（英語版） |
| アリとジョー・E・マーティン           |  |                                       |

1942年1月17日、アメリカ合衆国ケンタッキー州ルイビルのルイビル総合病院で、父カシアス・シニアと母オデッサの間に、カシアス・マーセラス・クレイ・ジュニア（奴隷制廃止のために活動した19世紀の政治家カシアス・マーセラス・クレイに由来）として生まれた。アリは南北戦争時代の黒人奴隷の子孫でアフリカ系アメリカ人だが、イングランドとアイルランドの血も引いており、母方の曽祖父であるエイブ・グレイディはアイルランドのクレア州エニスからの移民であった。アリは人種差別の中で育ち、幼少期に黒人であることを理由にレストランで水を飲むことを拒否されるなどの仕打ちを受けた。また、幼少期にアリは1955年に起こった黒人少年エメット・ティル殺害事件に衝撃を受け、後年にも「エメット・ティルの話ほど私を揺さぶるものはなかった。彼は私とほぼ同い年だったんだ」と語っていたという。母オデッサはキリスト教への強い信仰を通して、アリと弟ラーマンの精神的な成長に大きな影響を与えた。アリは後に、母オデッサについて「私の母はバプテスト派で、私が成長したとき、母は神について知っていることを全て教えてくれた。毎週日曜日になると、彼女は私に服を着せて、私と弟を教会に連れて行き、彼女が正しいと思う道を私たちに教えてくれた。人を愛すること、誰にでも親切に接すること、偏見や憎しみを持つことは間違っていると教えてくれた。彼女は優しく、太っていて、そして、料理をすること、食べること、服を作ること、家族と一緒にいることが大好きな、素晴らしい女性だった。彼女は酒も飲まず、タバコも吸わず、他人の仕事にも口出しをせず、誰にも迷惑をかけなかった。人生の中で、誰よりも私に良くしてくれた人だった」と振り返っている。アリは小学生の頃、父親から誕生日にプレゼントにもらった自転車を宝物にしており、それに乗ってよく近所にポップコーンとアイスクリームをもらいに行っていた。ところが12歳の時、誰かに自転車を盗まれ、警察に行った際に対応した警官のジョー・E・マーティンがボクシングジムのトレーナーもしており、「犯人を殴りたい」と泣きながら言うアリにボクシングを勧めた。当初、アリはマーティンの申し出を断ったが、地元テレビのボクシング番組「トゥモローズ・チャンピオンズ」でアマチュアボクサーの試合を観てボクシングに興味が湧き、後日マーティンのボクシングジムに入った。これが、モハメド・アリがボクシングを始めたきっかけとなった。

### アマチュア時代
ジムに入門後、アリは8週間でアマチュアボクサーとしてデビューした。対戦相手は、アリ同様にデビューしたてのロニー・オキーフだった。試合は3分3Rで行われ、スプリットデシジョンで判定勝ちした。アリが通っていたジムには、後のWBA世界ヘビー級王者ジミー・エリスも通っており、アリはアマチュア時代にエリスと2度対戦し、1勝1敗の戦績を残した。この間に、アリはバージニア・アベニュー小学校を卒業し、セントラル高校に進学したが、アリは生まれつきディスレクシア（失読症）であったため、読み書きの際に困難が生じた。後にアリは、当時を「高校生の時、多くの教師や同級生が私に『馬鹿』というレッテルを貼っていた。だが、私は誰が本当の馬鹿なのかを知っていた。私は辛うじて高校を卒業し、そのまま大学に行くなんて考えたこともなかった。教科書もほとんど読めなかった。だが、それでも私は幸運だった。私には別の道（ボクシング）で偉大さを追求するための信念と自尊心があったからね」と振り返っている。アリの成績が悪かったため、セントラル高校の職員会議で殆どの教師がアリを落第させるべきだと提言したが、当時の校長アトウッド・ウィルソンは「いつの日か、私たちがカシアス・クレイを知っていた、あるいは彼に勉強を教えたということが、私たちの最大の功績となるでしょう。カシアス・クレイが卒業できなかった学校の校長を私が務めると思いますか？ここにいるすべての教師が彼を落第させたがっていたとしても、私は彼は落第させません。彼が私の学校で落第することはありません。私はいずれ『私が彼に勉強を教えたのです！』と言うつもりです」と宣言し、アリは無事卒業を果たしている。なお、アリの娘の1人であるミヤもディスレクシアを患っている。
その後、ケンタッキー州ゴールデングローブで6度優勝し、1959年、1960年の全米ゴールデングローブで2年連続優勝した。さらに、AAU全米選手権のライトヘビー級でも1959年から2年連続優勝を果たした。

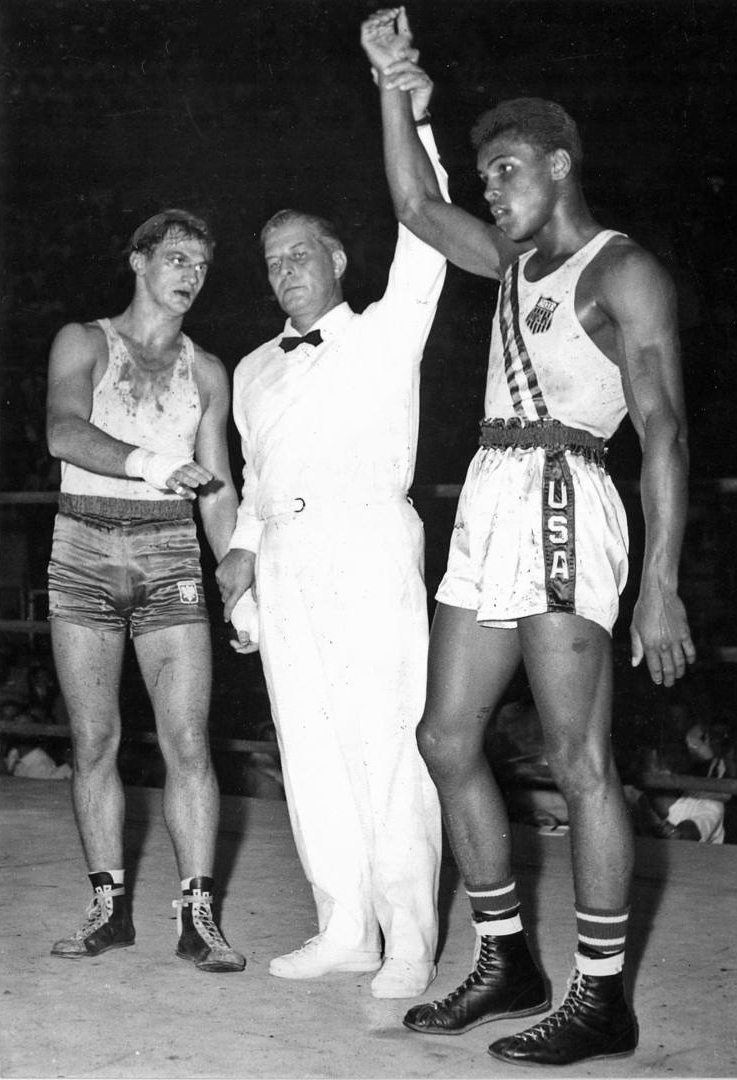
ローマオリンピックでズビグニェフ・ピトロシュコスキに勝利するアリ(右)

1960年9月に開催されたローマオリンピックボクシング競技（ライトヘビー級）に出場。決勝で前年度ヨーロッパチャンピオンのポーランドのズビグニェフ・ピトロシュコスキを判定で破り金メダルを獲得する。しかし帰国後、金メダルを首から下げ白人が経営するレストランに入店しチーズバーガーを注文したところ、ウェイトレスから「たとえ"カシアス・クレイ"であろうと、黒人に食事は提供しない」と言われたため、「アメリカを代表して金メダルを取っても黒人差別を受けるのならば、この金メダルには何の価値もない」と考えたアリは金メダルを自らオハイオ川に投げ捨てる事件を起こした。このエピソードは1975年に出版した自伝の中で書かれたものであるが、アリの友人数人がこのエピソードを否定しており、後に出版された伝記でも、メダルは単にアリが紛失したのだとの説も存在する。最終的に、アリは100勝5敗の戦績でアマチュアのキャリアを終えた。

### プロ転向と改名

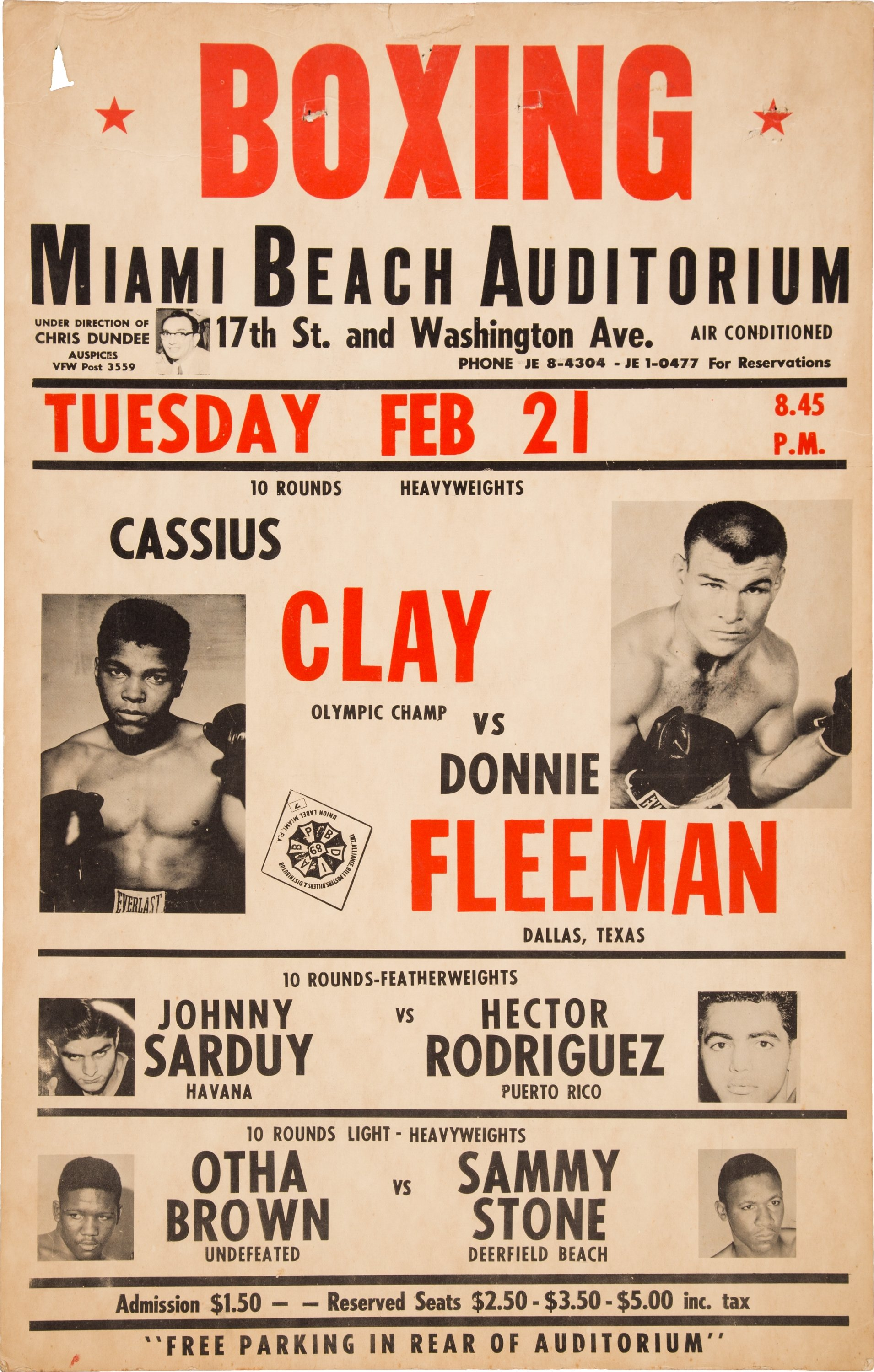
アリのプロ5戦目のポスター（ドニー・フリーマン戦）

1960年10月29日にプロデビュー。タニー・ハンセーカーと対戦し、6回3-0の判定勝ちを収め、プロデビュー戦を勝利で飾る。また、プロ転向直後にネーション・オブ・イスラムの信徒であると公表し、リングネームを後の本名である、ムスリム（イスラム教徒）名モハメド・アリ（ムハンマド・アリー）に改めた。この名前は、預言者ムハンマドと指導者（イマーム）アリーに由来する。なお、1975年にはイスラム教スンナ派に改宗した。
この頃、アリは元世界ライトヘビー級王者アーチー・ムーアのトレーナーを務めていたが、アリが皿洗いや掃除などの雑用を拒否したこともあり、1960年にムーアのキャンプを離れた。ムーアの後任として、アリはアマチュア時代から親交のあったアンジェロ・ダンディーをトレーナーとして雇った。この際、アリは憧れのボクサーでもあったシュガー・レイ・ロビンソンにマネージャーになって欲しいと懇願したが拒否されている。

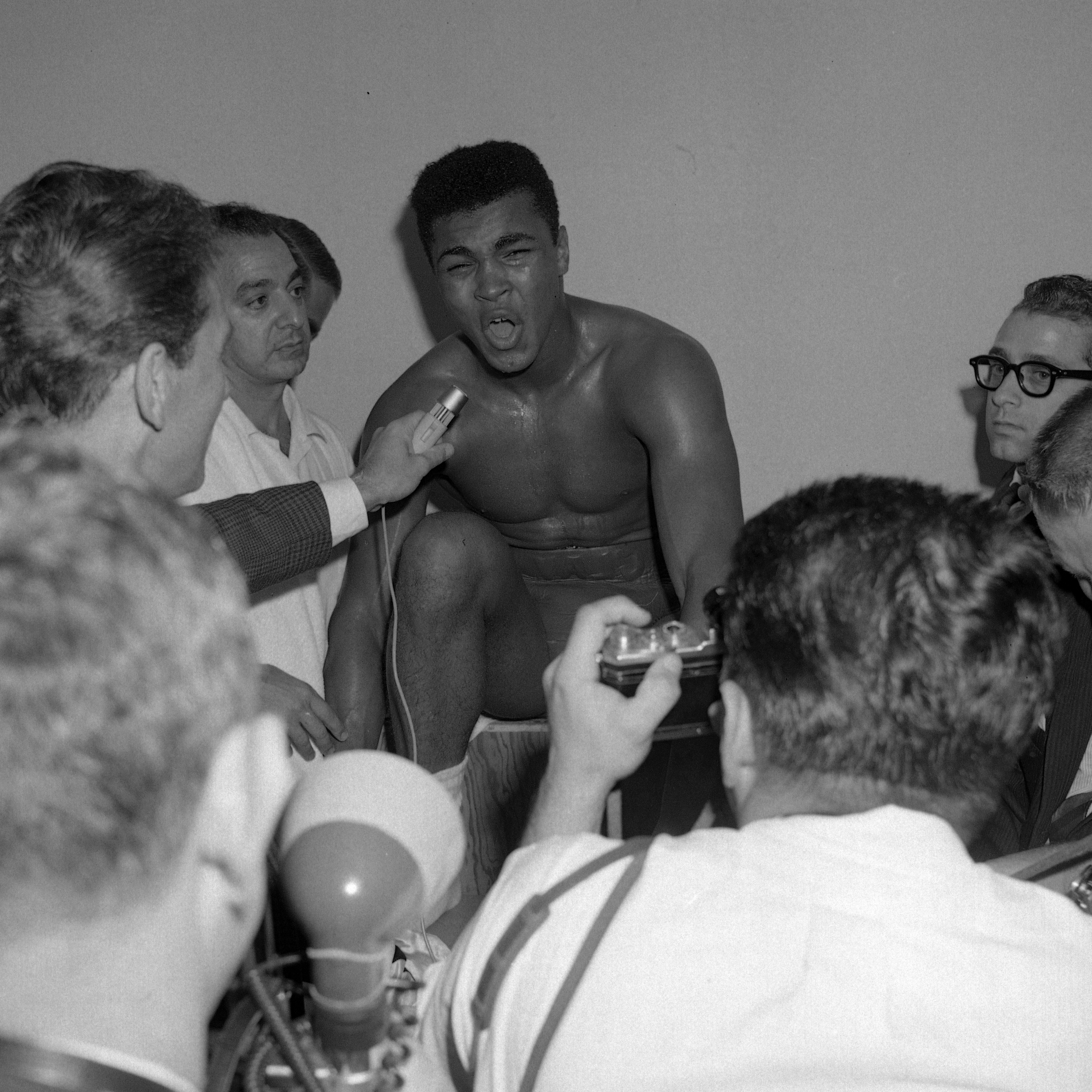
アーチー・ムーア戦後の記者会見

1962年11月15日、アリのトレーナーであった元世界ライトヘビー級王者アーチー・ムーアと対戦。試合前に、控え室の黒板に「ムーアを4回にKOする」という予告を書いてリングに向かい、その予告の通り4回にダウンを3度奪ってKO勝ちを収めた。
1963年3月13日に、ニューヨークのマディソン・スクエア・ガーデンで元世界ライトヘビー級王座挑戦者ダグ・ジョーンズと対戦。アリは試合前にジョーンズを6回にKOすると予告してリングに上がるが、試合はアリがキャリア初とも言える苦戦を強いられた形となり辛うじて10回3-0の判定勝ちを収めた。この試合はリングマガジン ファイト・オブ・ザ・イヤー（年間最高試合賞）に選出されたが、アリは試合前のKO予告を外しただけでなく、判定が僅差までもつれ込む内容であったため、試合後に新聞からバッシングを浴びた。また、試合をリングサイドで観戦したWBA・WBC世界ヘビー級王者ソニー・リストンは「私がクレイ（アリ）と戦ったら、私は殺人罪で投獄されるかもしれない」とアリのパフォーマンスを皮肉混じりで批判した。

### リストンとの対戦

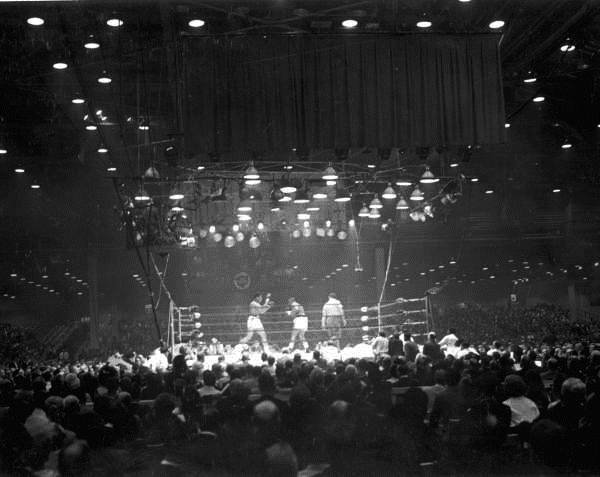
ソニー・リストンと対戦するアリ（第一戦、1964年）

1964年2月25日、フロリダ州マイアミビーチのコンベンション・センターでWBA・WBC世界ヘビー級統一王者ソニー・リストンに挑戦。リストンは元世界ヘビー級王者フロイド・パターソンに2試合連続でKO勝ちし、史上最強のハードパンチャーと評されていた。そのため、当時22歳だったアリは圧倒的不利と目され、オッズは7対1でリストンが優位だった。しかし、アリは臆せずリストンを「醜い熊」呼ばわりし「試合後に奴を動物園に寄付するつもりだ」と挑発。アリの度重なる挑発に怒ったリストンがアリに向かって拳銃の空砲を撃つ場面もあった。また、試合前の計量ではリストンに対して「今夜、リング上でどちらかが死ぬだろう」と予告した。試合当日のアリの脈拍数は120と測定され、通常の値となる54の2倍以上であったため、多くの人はアリの言動は虚勢を張っているだけだと考え、解説者の中にはアリが試合に現れるかどうか疑問に思う者さえいた。試合が始まると、リストンは早期決着を狙いアリに向かって突進するが、アリは軽やかなフットワークとスピードでリストンを翻弄。3回にはパンチのコンビネーションでリストンをぐらつかせ、左目の下に傷を負わせた。4回終了時、アリはトレーナーのアンジェロ・ダンディーに目の痛みを訴え、これはリストンの目の傷を塞ぐための軟膏を、リストンのコーナーが意図的にグローブ表面に塗布したのが原因だと推測されている。その後、6回にアリはリストンを圧倒し、鋭いパンチをヒットさせ続け、7回開始時にリストンが椅子から立ち上がれなくなったため大番狂わせとなるTKO勝ちを収め王座獲得に成功した。アリは試合終了直後にリングの端に駆け寄り、リングサイドの報道陣を指差して「前言を撤回しろ！」と叫び、試合終了後のインタビューで「俺は史上最高だ！俺は世界を震撼させた！」と興奮冷めやらぬ様子で叫んだ。試合後、リストンは棄権の理由を肩の脱臼によるものだとしたが、アリはこれを否定しリストンの目の傷が原因だと述べ、更に肩の脱臼については「そうだな。何もないところにパンチを打ち続けたら、誰だってそうなるだろう」と語った。試合後、アリは正式に本名をカシアス・クレイからモハメド・アリへと改名した。

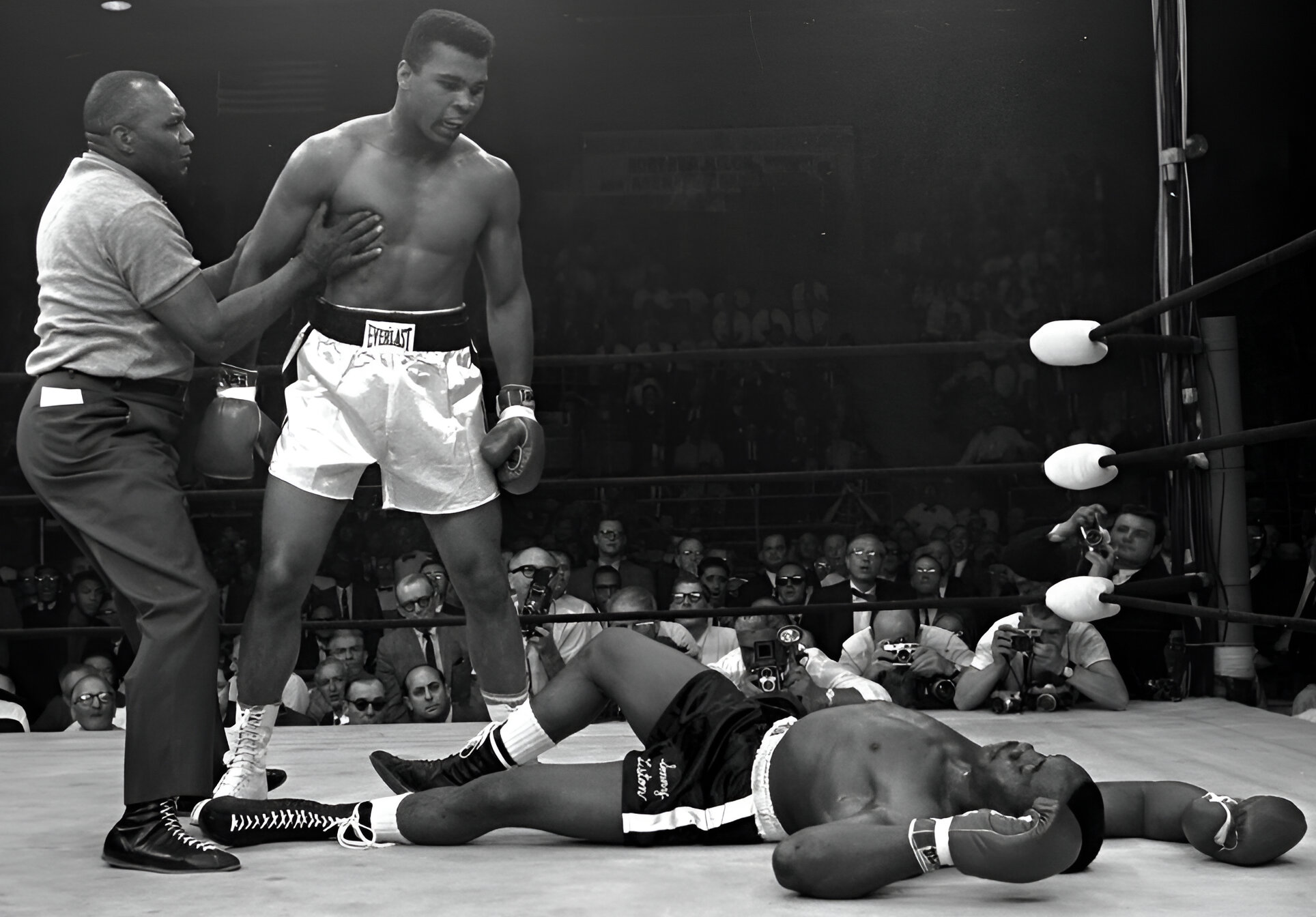
ソニー・リストンからダウンを奪うアリ（第二戦、1965年）

1965年5月25日、メイン州ルイストンのシビック・センターで元WBA・WBC世界ヘビー級統一王者ソニー・リストンとダイレクトリマッチで対戦し、左ジャブを放ったリストンにアリがカウンターの右ストレートをヒットさせダウンを奪い、1回2分12秒KO勝ちを収め王座の初防衛に成功した。しかし、リストンの倒れ方が不自然であったことから意図的に自ら試合を投げ出したのではないかと推測されている。動機としては、試合前のネーション・オブ・イスラムからの脅迫、リストンと関わりのあったマフィアの関与、また、借金を返済するためにリストン自身がアリに金を賭けてわざと負けた説などが挙げられているが真偽は定かではない。リストンは後に試合を投げ出したことを否定したが、アリについて「あの男はクレイジーだ。彼とは何の関わりも持ちたくなかった。彼の周りにはイスラム教徒がいる」と意味深な発言をしている。アリはフィニッシュブローとなった一瞬の右ストレートを、高速すぎて見えないという意味を込めて『Phantom Punch』（幻のパンチ）と名付けた。なお、この試合で写真家のニール・ライファーとジョン・ルーニーがリングサイドから撮影した、倒れたリストンを見下ろして叫ぶアリの写真は、アリを象徴する最も有名な写真とされており、バラク・オバマは大統領時代にその写真を額縁に入れてホワイトハウス内の壁に飾っていた。
アリは引退後のインタビューで「リストンは当時史上最高のボクサーだった。彼はパターソンを2度KOするほどのパンチを持ち、彼の片手は俺の両手よりも大きかった。当時誰もが彼を恐れていた」と語り、アリ自身もリストンとの対戦を前に「死の恐怖」があったと振り返っている。また、2戦目でダウンを奪った際に、アリはリストンに対して「立ち上がって戦え！」と叫んでいたが、内心は立ち上がって欲しくなかったと同インタビューで語っている。

### パターソンとの対戦
1965年11月22日、ネバダ州のラスベガス・コンベンション・センターで元世界ヘビー級王者フロイド・パターソンと対戦。当時、アリはネーション・オブ・イスラム入信を公表しアメリカ社会を激しく批判していた「白人の意のままにならない黒人」であり、パターソンはそれを止める刺客として担ぎ出された。パターソンもこの報道攻勢に乗せられる形で「タイトルをアメリカに戻す」と発言。これを聞いたアリは失望し、憧れのボクサーでもあったパターソンに対して「アンクル・トム」「ウサギ野郎」と罵った。試合はアリが終始パターソンを圧倒し、12回2分18秒TKO勝ちを収め2度目の王座防衛に成功した。試合後、パターソンの伝記作家W・K・ストラットンは、アリとパターソンの対立はチケットの売り上げと観客数を増やすために演出されたものであり、両者の関係はあくまでも良好だと主張している。また、スポーツメディアはアリが試合中にパターソンを弄んでいたと批判したが、ストラットンはアリがパターソンを弄んでいた訳ではなく、試合中にパターソンが負傷していることに気づいたアリが、パターソンをKOするのに躊躇していただけだと主張し、パターソンも後に「あんなに手加減した軽いパンチは受けたことがなかった」と振り返っている。
パターソン戦後、アリは自身のプロモーション会社『メイン・バウト』を創立し、同社はアリの試合のプロモートやペイ・パー・ビュー放送を扱った。株主はネーション・オブ・イスラムの信者である実業化のジャビール・ハーバート・ムハンマド、ネーション・オブ・イスラム指導者イライジャ・ムハンマドの首席補佐官であるジョン・アリ、後にトップランク社を創立するボブ・アラム等がいた。

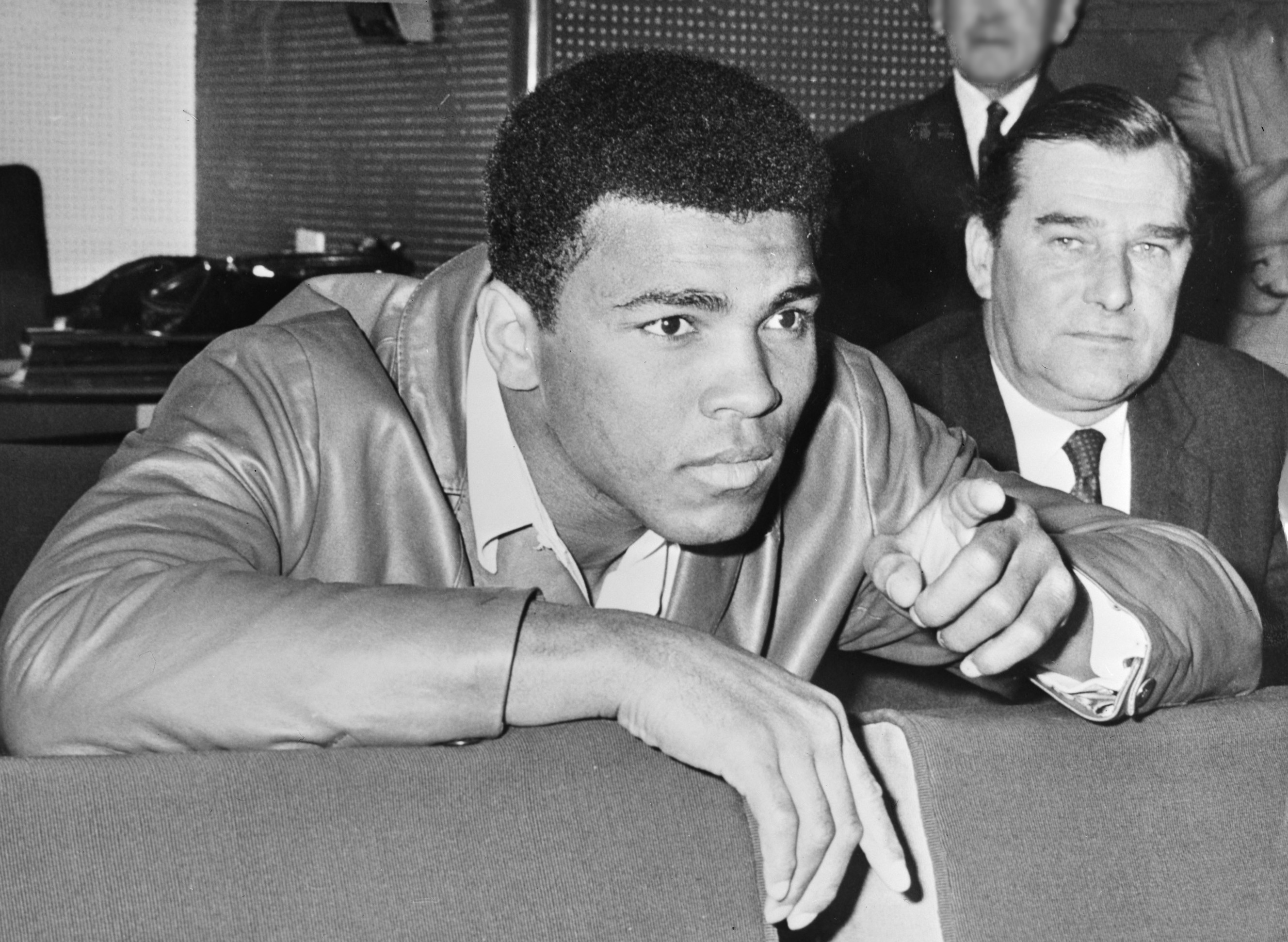
1966年

1966年3月29日、カナダ・トロントのメープルリーフ・ガーデンズでカナダの強豪ジョージ・シュバロと対戦。前試合で見せた圧倒的な強さからオッズではアリの圧倒的有利と目されていた。しかし、シュバロの徹底したインファイトと執拗なボディ攻撃に苦戦を強いられ、要所で有効打をヒットさせたアリが15回3-0の判定勝ちを収め3度目の王座防衛に成功した。
1966年5月21日、イギリス・ロンドンのアーセナル・スタジアムでヘンリー・クーパーと再戦。クーパーは王者になる前のアリからダウンを奪うほどの実力者であった。試合はお互いの実力が拮抗したハイレベルな打撃戦となったが、クーパーが6回終了後に左瞼から大出血したためドクターストップでTKO勝ちを収め4度目の王座防衛に成功した。
1966年8月6日、イギリス・ロンドンのアールズ・コート・エキシビション・センターでブライアン・ロンドンと対戦し、3回1分40秒KO勝ちを収め5度目の王座防衛に成功した。勝負を決めた2.8秒間の12発のパンチは、カメラが捕らえきれないほどの高速でありながら、全てがクリーンヒットするという驚異的なものだった。
1966年9月10日、ドイツ・フランクフルト・アム・マインのヴァルトシュタディオンでカール・ミルデンバーガーと対戦。アリは終始パワフルな攻撃を見せるが、ミルデンバーガーは打たれても打たれても強靭な精神力で耐え続けアリが休むと怒涛の反撃を見せる。しかし、ワンサイドで打たれ続けたミルデンバーガーのダメージを察したレフェリーが12回1分30秒に試合をストップし、6度目の王座防衛に成功した。
1966年11月14日、テキサス州ヒューストンのアストロドームに35,460人を動員し「ヘビー級史上最高のハードパンチャーの一人」と称されたクリーブランド・ウィリアムズと対戦。アリは試合を通してウィリアムズのパンチをほぼ受けることなく、逆にウィリアムズから3度のダウンを奪うなど終始圧倒し、試合中に何度も『アリ・シャッフル』（Ali Shuffle、前後に素早くステップを踏むフェイント技術）を披露する余裕も見せ、3回1分8秒TKO勝ちを収め7度目の王座防衛に成功した。この試合がアリのキャリア史上最高のパフォーマンスだと主張するファンや関係者も多い。
1967年2月6日、テキサス州ヒューストンのアストロドームでWBA世界ヘビー級王者アーニー・テレルと王座統一戦を行う。テレルは5年間無敗で、過去にアリが対戦した殆どのボクサーを破っていたため、リストン以来の強敵とされた。試合前、テレルはわざとアリの旧名であるカシアス・クレイと呼んで挑発し、これに激怒したアリは試合前に「奴を拷問してやる」「奴はクリーンにノックアウトされるのがお似合いだ」と罵った。しかし、アリは試合を完全にコントロールしたどころかわざとフィニッシュブローを打たず「俺の名前は何だ！俺の名前を言ってみろ！」と叫び続けて完全に打ちのめし15回3-0の判定勝ちを収め、8度目のWBC王座防衛とWBAの王座獲得に成功した。試合後、アリは「奴は早く楽になりたかったろうな。奴隷の名前で俺を呼んだ罰だ（当時アリが入信していたネーション・オブ・イスラムではほとんどのアフリカ系アメリカ人が持つ名前を、奴隷主に付けられた名として否定的に見る面がある）」と語った。テレルは、試合序盤にアリが故意に目を狙ってパンチを放ち、半盲状態で戦わせることを強制し、クリンチの際に負傷した目をロープにこすりつけたと主張した。また、アリのわざと試合を長引かせた戦法は物議を醸し、批評家たちはこの試合を「ボクシングで最も醜い試合の一つ」と評した。また、スポーツライターのテックス・モールは後に「あれはボクシングスキルの素晴らしいデモンストレーションであり、野蛮な残虐行為だった」と書いている。アリは試合後のテレルや批評家の主張を否定した。
1967年3月22日、ニューヨークのマディソン・スクエア・ガーデンでゾラ・フォーリーと対戦し、7回1分48秒TKO勝ちを収め、WBA王座の初防衛と9度目のWBC王座防衛に成功した。この年に良心的兵役拒否のため、禁固5年と罰金1万ドルを科せられ（1971年7月に合衆国最高裁で無罪となった）、WBA世界ヘビー級王座も剥奪された。ボクサーライセンスも剥奪され、3年7か月間のブランクを作った（後述のベトナム反戦活動を参照）。
1969年3月11日、WBC世界ヘビー級王座を剥奪された。
1970年10月26日、ジョージア州アトランタのミュニシパル・オーディトリアムで世界ヘビー級1位のジェリー・クォーリーを相手に復帰戦を行い、3回終了時にTKO勝ちを収め再起を果たした。
1970年12月7日、ニューヨークのマディソン・スクエア・ガーデンでジョー・フレージャーの持つ世界ヘビー級王座へ挑戦する前哨戦として、フレージャーを相手に健闘したオスカー・ボナベナと対戦する。試合前、ボナベナはアリに対して「なぜ徴兵を拒否したんだ？」「お前はチキンだ」と挑発した。試合前はアリの圧倒的有利とされていたが、大苦戦の末に最終回にボナベナから3度のダウンを奪ってTKO勝ちを収めNABF北米王座獲得に成功した。

### フレージャーとの初戦

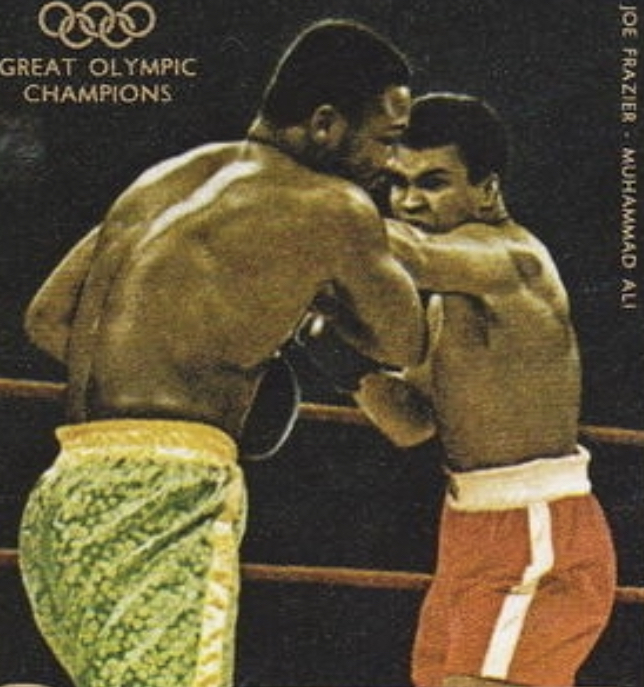
ジョー・フレージャーと対戦するアリ（1971年）

1971年3月8日、ニューヨークのマディソン・スクエア・ガーデンでWBA・WBC世界ヘビー級統一王者ジョー・フレージャーに挑戦。31戦無敗のアリと26戦無敗のフレージャーの対戦は世紀の一戦として大々的に宣伝され、ボクシングライターのジョン・コンドンは「私の人生の中で最大のイベントだ」と述べた。試合前、アリはフレージャーを「白人の支配階級に利用されている間抜け」「奴は王者として醜すぎる」と罵り、フレージャーはアリの旧名であるカシアス・クレイと呼んで応戦した。試合が始まると、アリは下がりながらパンチのコンビネーションで牽制し、フレージャーは怯むことなく体を揺すりながらプレッシャーをかけフック系のパンチでアリのボディと顔面を捉える。試合中、アリはフレージャーを挑発し、パンチを受けても首を横に振り効いてないとアピールしたが、フレージャーのパンチでダメージが蓄積すると徐々に余裕がなくなり、中盤以降は逆にフレージャーがノーガードでアリのパンチを交わしながら笑みを浮かべて挑発し返した。終盤に入るとアリはフレージャーのフックで何度もぐらつき、15回には左フックでダウンを奪われるなどして0-3の判定負け。王座獲得に失敗し、32戦目でプロキャリア初黒星を喫した。この試合はリングマガジンのファイト・オブ・ザ・イヤーに選出された（3度目）。試合後、アリはこの敗戦について「彼は判定を手にしたに過ぎない。試合後の俺の顔と彼の顔を見てくれ。彼の両目は塞がり、鼻血を出し、唇をカットし、額は腫れ上がっていた。そして彼は試合後に1カ月入院した。だが、判定について文句を言うつもりはない。次は必ず彼を倒す」と語っている。アリはこの試合に向けてペンシルベニア州レディング郊外の農場でトレーニングキャンプを開始し、その後、田舎の環境が自分に合うと感じたアリは、ペンシルベニア州ディア・レイク村に5エーカーの敷地を購入しトレーニングキャンプの拠点を作り、1972年から1981年の引退までそこで試合へ向けたトレーニングを行った。
1971年7月26日、ネバダ州のラスベガス・コンベンション・センターで元WBA世界ヘビー級王者ジミー・エリスとNABF北米ヘビー級王座決定戦を行い、12回2分10秒TKO勝ちを収め王座獲得に成功した。
1972年5月1日、カナダ・ブリティッシュコロンビア州バンクーバーのパシフィック・コロシアムでジョージ・シュバロと再戦し、12回3-0の判定勝ち収め2度目のNABF王座防衛に成功した。6月27日、ネバダ州のラスベガス・コンベンション・センターでジェリー・クォーリーと再戦し、7回19秒TKO勝ちを収め3度目のNABF王座防衛に成功した。9月20日、ニューヨークのマディソン・スクエア・ガーデンで元世界ヘビー級王者フロイド・パターソンと再戦し、7回終了時TKO勝ちを収め4度目のNABF王座防衛に成功した。11月21日、ネバダ州ステートラインのハードロック・ホテル&カジノ・レイク・タホで1階級下のWBA・WBC世界ライトヘビー級王者ボブ・フォスターと対戦し、8回40秒KO勝ちを収め5度目のNABF王座防衛に成功した。

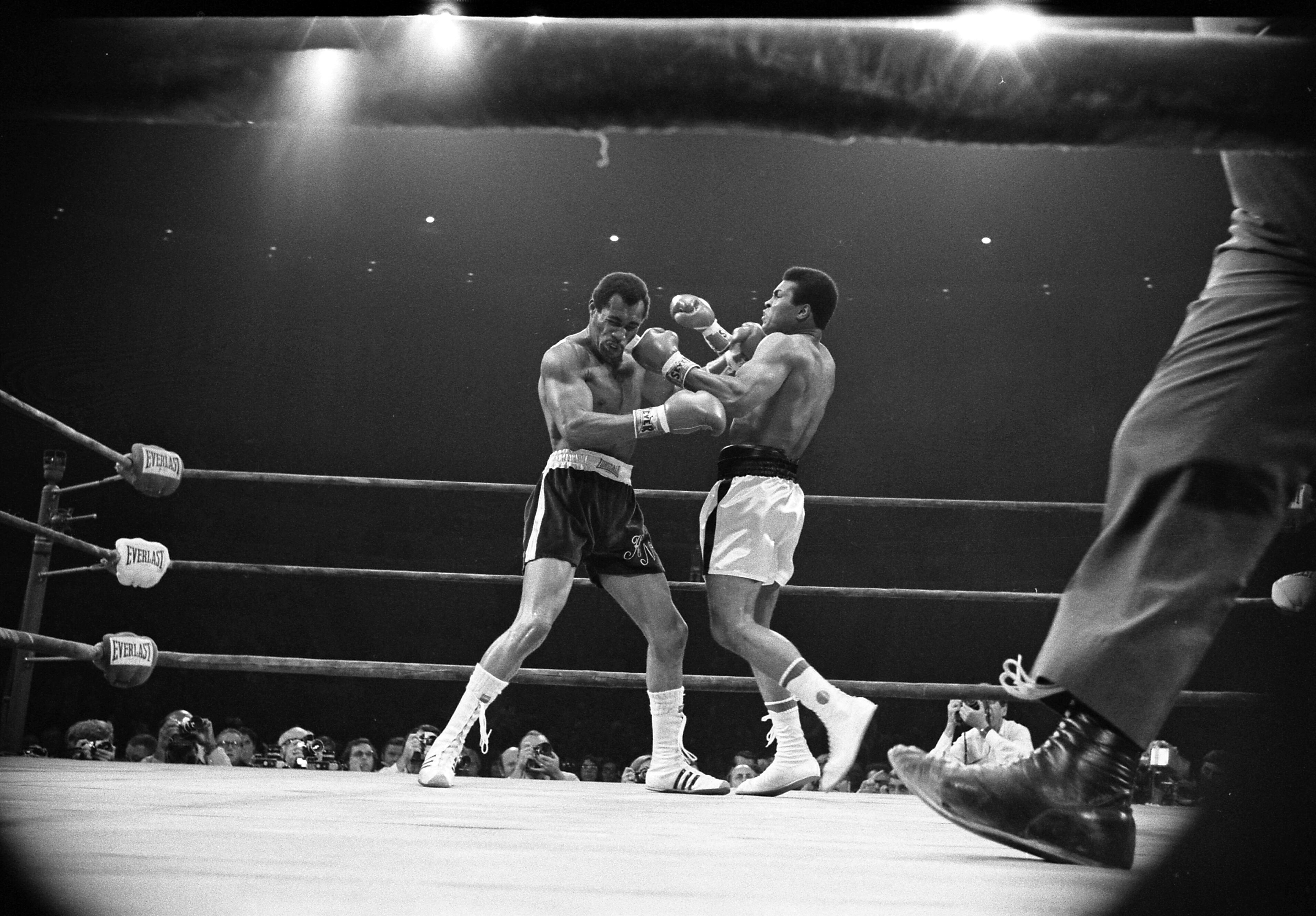
ケン・ノートンと再戦するアリ

1973年3月31日、カリフォルニア州サンディエゴのペチャンガ・アリーナでケン・ノートンと対戦し、12回1-2の判定負けを喫し生涯2度目の敗北。さらに試合後、顎を骨折していたことが分かる。同年9月10日、イングルウッドのザ・フォーラムでケン・ノートンと再戦し、12回2-1判定勝ちを収め雪辱を果たしたが、試合後に判定は物議を醸した。

### フレージャーとの第二戦

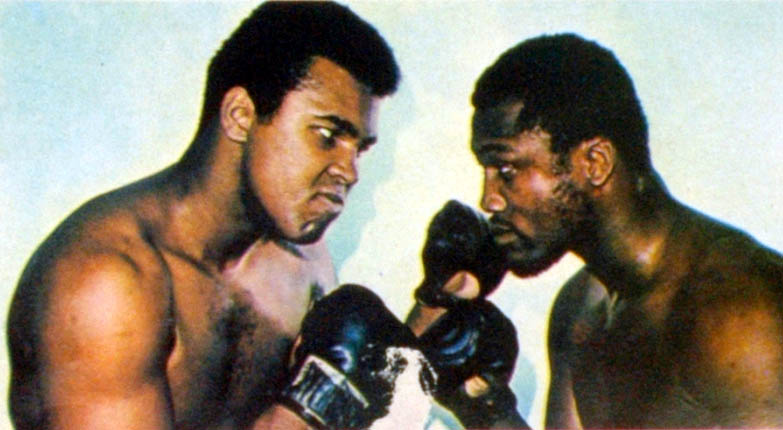
イベントで使用されたアリ(左)対フレージャー(右)の宣材写真

1974年1月28日、ニューヨークのマディソン・スクエア・ガーデンでジョー・フレージャーと3年ぶりの再戦を行う。序盤はアリが優勢となり、2回にはフレージャーをぐらつかせた。中盤からはフレージャーがアリを捉え始め、終盤は2人の勢いがラウンド毎に変化する死闘を繰り広げ、最終的にアリが12回3-0の判定勝ち。雪辱を果たすとともに王者ジョージ・フォアマンへの挑戦権を獲得した。この試合はリングマガジン ファイト・オブ・ザ・イヤーに選出された（4度目）。

### キンシャサの奇跡

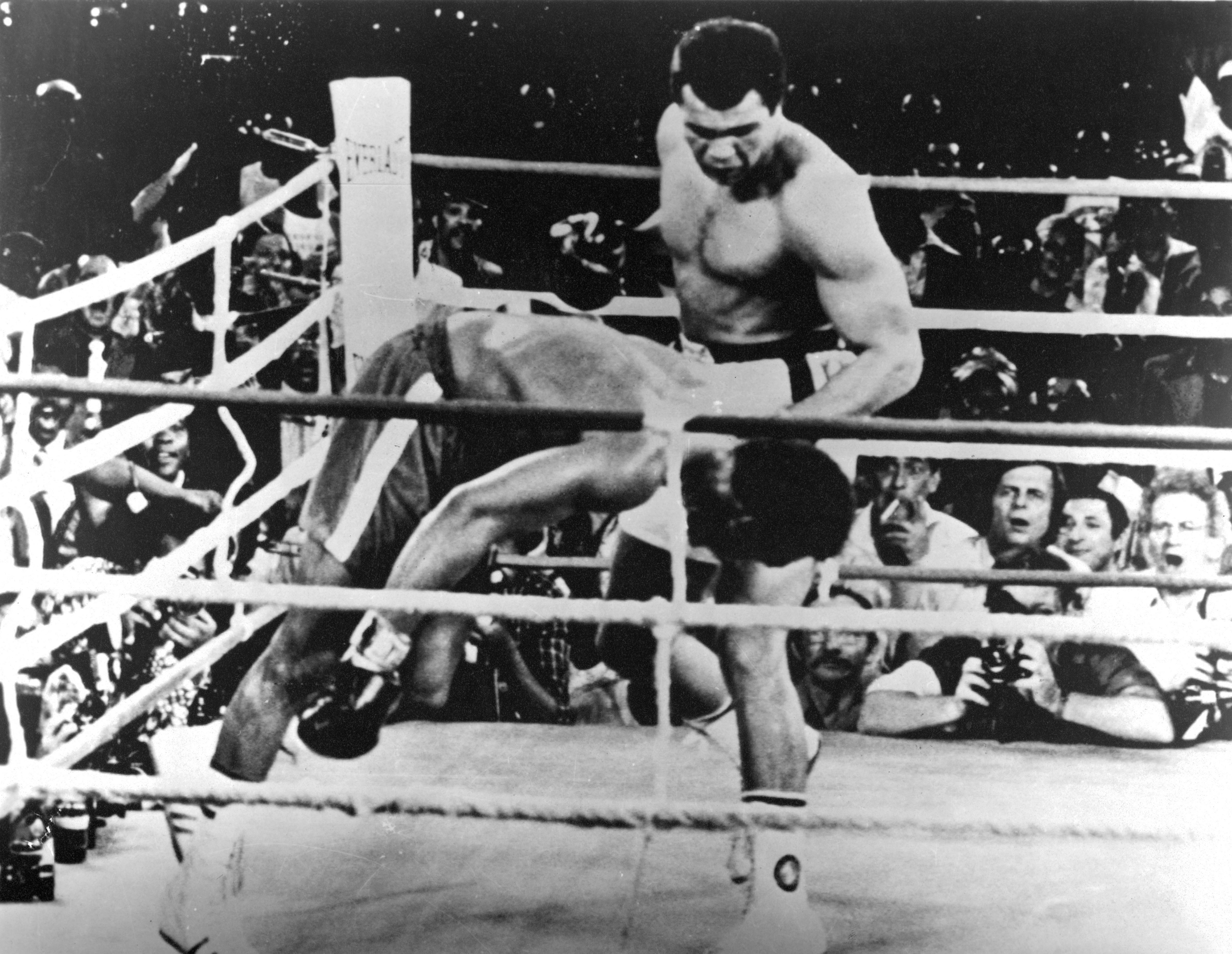
ジョージ・フォアマンからダウンを奪うアリ

1974年10月30日、ザイール共和国（後のコンゴ民主共和国）の首都キンシャサでWBA・WBC世界ヘビー級統一王者ジョージ・フォアマンに挑戦。この一戦は「アフロ・アメリカンのボクサー同士が、ルーツであるアフリカ大陸で行う初のヘビー級タイトルマッチ」のためランブル・イン・ザ・ジャングル（Rumble in the Jungle、ジャングルの決闘）という謳い文句が付けられた。当時、40戦無敗（内37勝がKO勝ち）で、アリが過去に敗れたフレージャーとノートンを相手に圧勝し「象をも倒す」と言われたハードパンチャーのフォアマン（当時25歳）に対して、アリ（当時32歳）は復帰以降フットワークに衰えが見られ、この試合でキャリア初のKO負けを喫して引退に追い込まれるのではないかと囁かれた。アメリカの専門家筋の予想は4対1、ロンドンのブックメーカーの掛け率は11対5でフォアマン勝利を支持した。試合前、アリは「奴はのろまで、スキルもフットワークもない。フロイド・パターソンがウサギで、ソニー・リストンが熊ならば、奴は『ミイラ』がピッタリだろう」とフォアマンを罵った。
試合は、 第1ラウンド開始から、両者が積極的に打ち合う展開。アリはフットワークを駆使して左右に動きまわりながら、リードブローの左ジャブではなく、ノーモーションの右ストレートを顔面に命中させる。フォアマンも怯むことなく前進し、強烈な左フックをアリに見舞う。第2ラウンド、フォアマンがアリをロープ際に追いつめ、連打を浴びせる。アリはガードを固めて防戦一方になりながら、隙を見てカウンターを当てる。第4ラウンド、アリの手数が減り、フォアマンの強打が猛威を振るう。第5ラウンド2分過ぎ、フォアマンはアリをロープ際に釘付けにし、大振りのパンチで滅多打ちにする。残り30秒、フォアマンの猛攻がやんだところでアリが反撃し、鋭い連打でフォアマンをたじろがせる。第6ラウンド、ロープ際の攻防が続くが、フォアマンの疲労が目立ち始める。パンチの手数・威力とも減り、アリにもたれかかる場面も見られる。第8ラウンド残り16秒、ニュートラルコーナー付近でアリが放った右フックでフォアマンがバランスを崩すと、アリは素早く身体を入れ替えロープ際を脱出。振り向いたフォアマンの顔面に右・左・右・左・右の5連打を浴びせる。最後の右ストレートがフォアマンの顎を直撃すると、フォアマンは足元をぐらつかせ、もんどりうってダウンする。カウント8で立ち上がるが、レフェリーは10カウントKOを宣告し、アリが8回2分58秒に大逆転のKO勝ちを収め王座返り咲きに成功した。この試合でアリは、ロープにもたれながらフォアマンの強打を腕でブロックし、自分では打ち返さずに防戦一方となっていたが、一見劣勢に見えながらも、フォアマンの体力を着実に消耗させるクレバーな戦法「ロープ・ア・ドープ」をとっていた。試合直後のインタビューで、記者に囲まれたアリはカメラに向かって「俺を疑った批評家たちよ！言っただろう！俺こそが史上最高だ！」と叫んだ。
1975年3月24日、オハイオ州のリッチフィールド・コロシアムで無名のチャック・ウェプナーと対戦。9回にアリがダウン（実はウェプナーがアリの足を踏んだため）を喫するなど、ウェプナーが予想外の善戦を見せたが、15回2分41秒KO勝ちを収め王座の初防衛に成功した。この試合は、後に映画『ロッキー』を作製するきっかけになったと言われている。
1975年5月16日、ネバダ州のラスベガス・コンベンション・センターでロン・ライルと対戦し、11回1分8秒TKO勝ちを収め2度目の王座防衛に成功した。7月1日、マレーシア・クアラルンプールのムルデカ・スタジアムでジョー・バグナーと対戦し、15回3-0の判定勝ちを収め3度目の王座防衛に成功した。

### フレージャーとの第三戦
1975年10月1日、フィリピンのアラネタ・コロシアムでジョー・フレージャーとラバーマッチを行う。試合序盤、アリは積極的に動き、フレージャーと打ち合いを繰り広げた。しかし、アリはすぐに疲れたような素振りを見せ、フォアマン戦で見せたロープ・ア・ドープを多用した。アリはカウンターを幾度かヒットさせたが、フレージャーも怯むことなく反撃。そして第12ラウンド、フレージャーに疲労が見え始め、アリは鋭いパンチを数発ヒットさせ、フレージャーの左目を腫れ上がらせ、右目をカットさせた。その後アリは第13ラウンドと第14ラウンドを圧倒し、14回終了時にフレージャーのトレーナーのエディ・ファッチがストップを要請したため、アリがTKO勝利を収め4度目の王座防衛に成功した。終生のライバルとなったフレージャーとは3度対戦して、アリが2勝1敗で勝ち越した。興行名を「ザ・スリラー・イン・マニラ」 (The Thrilla in Manila) としたこの対戦は、両者が死力を尽くして形勢が何度も逆転した名試合であり、この試合もリングマガジン ファイト・オブ・ザ・イヤーに選出された（5度目）。アリは後に、この試合が「人生で最も死に近い瞬間だった」と語り、後に試合を見返したかという質問に「なぜ俺があの地獄を振り返りたいと思うんだ？」と答え、フレージャーに敬意を表した。

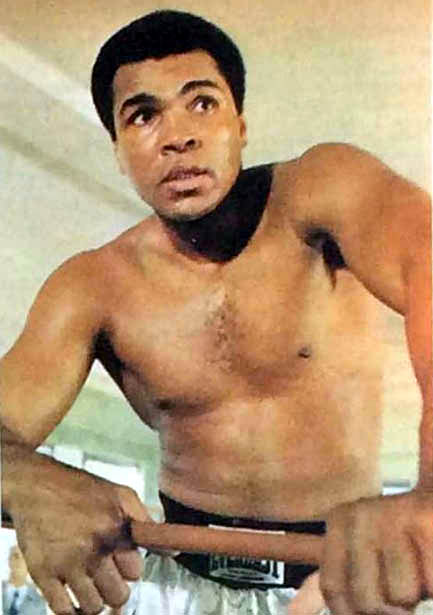
1976年

1976年2月2日、プエルトリコ・サンフアンのロベルト・クレメンテ・コロシアムでジャン＝ピエール・クープマンと対戦し、5回2分46秒KO勝ちを収め5度目の王座防衛に成功した。
1976年4月30日、メリーランド州ランドーバーのキャピタル・センターでジミー・ヤングと対戦し、15回3-0判定勝ちを収め6度目の王座防衛に成功した。試合後、スポーツジャーナリストのハワード・コーセルは「アリのタイミングがこれほど狂ったのは見たことがなかった」とアリのパフォーマンスに疑問を呈し、試合後のインタビューでアリは「俺は歳をとった」「ノートン戦に向けてエネルギーを温存している」と述べた。
1976年5月24日、ドイツ・ミュンヘンのオリンピアハレでリチャード・ダンと対戦し、5回2分5秒TKO勝ちを収め7度目の王座防衛に成功した。アリはこの試合に向けてテコンドーの達人で統一教会（後の世界平和統一家庭連合）のジュン・リー（李俊九、ブルース・リーの友人）の元でトレーニングを行い、ジュン・リーはアリのフィニッシュブローを「アキュパンチ」 (Accupunch) と呼んだ。截拳道のリード・ストレートのように縦拳で打ち込み、インパクトの瞬間にえぐりこむブルース・リーが考案したブロック不可能な高速パンチである。この試合がアリのキャリア最後のKO勝ちとなった。ジャーナリストのアーロン・タレントによるとそれは猪木戦で負った血栓症の後遺症の影響であった。
1976年6月26日、日本武道館でそのプロレスラーのアントニオ猪木と「格闘技世界一決定戦」を行う。特別ルールで戦い、3分15回を戦って時間切れ引き分けに終わる（詳細はアントニオ猪木対モハメド・アリ）。
1976年9月28日、ニューヨークのヤンキー・スタジアムでケン・ノートンとラバーマッチを行い、15回3-0の判定勝ちを収め8度目の王座防衛に成功した。ノートンとの対戦戦績を2勝1敗としたが、前回のノートン戦と同様またも判定が物議を醸した。前年にアリはネーション・オブ・イスラムと仲違いしてスンニ派イスラム教に改宗しており、試合後に信仰を実践するためボクシングから引退すると発表したが、後に撤回し現役続行を示唆した。
1977年5月16日、メリーランド州ランドーバーのキャピタル・センターで22歳のアルフレッド・エヴァンゲリスタと対戦し、15回3-0の判定勝ちを収め9度目の王座防衛に成功した。試合後、エヴァンゲリスタは「35歳のアリがここまで動けるとは思わなかった。彼の年齢を考えると、すぐに疲れ果ててしまうだろうと思っていた」と語っている。
1977年9月29日、ニューヨークのマディソン・スクエア・ガーデンでアーニー・シェーバースと対戦。シェーバースの強打に苦戦を強いられたが、15回3-0の判定勝ちを収め10度目の王座防衛に成功した。アリは後にキャリアを通して最もパンチが強かった相手としてシェーバーズを挙げている。試合後、長年アリのリングドクターを務めていたファーディ・パチェコはアリに反射神経テストを実施するが、アリがリングで自分自身を守るのに必要なレベルに達しなかったため、ボクシングから引退するよう勧告するがアリはそれを拒否したため、パチェコはこの試合を最後にアリのリングドクターを辞任した。パチェコは後に「ニューヨーク州アスレチック・コミッションが、アリの腎臓がぼろぼろになっていることを示した報告書を見せてくれたので、私はアンジェロ・ダンディー、アリのトレーナー、アリの妻、そしてアリ本人に手紙を書いたが、何の返答もなかった。この時に私はもうウンザリしたよ」と明かしている。意見の相違はあったものの、アリとパチェコの友人関係はその後も続き、2002年に最後に会った際、アリはパチェコに「お前が正しかった」と言ったという。
1978年2月15日、ネバダ州のウエストゲート・ラスベガスでキャリア8戦目のレオン・スピンクスと対戦。試合前のオッズでは10対1でアリの圧倒的有利とされていたが、アリは試合前に体調を崩し、それを押して強行出場するも15回1-2の判定負けを喫し王座から陥落した。この試合もリングマガジン ファイト・オブ・ザ・イヤーに選出された（6度目）。その後、スピンクスは初防衛戦をアリと行いたいという理由から、WBCから指名されていたケン・ノートン戦を拒否し、WBCの王座を剥奪された。スピンクスの保持する王座はWBA王座のみとなり、WBC世界ヘビー級王座にはノートンが認定された。
1978年9月15日、ルイジアナ州ニューオーリンズのシーザーズ・スーパードームでWBA世界ヘビー級王者レオン・スピンクスと再戦し、15回3-0の判定勝ちを収め雪辱果たすとともに王座奪還に成功し、3度の世界王座獲得に成功した初めてのヘビー級ボクサーとなった。
1979年7月27日に、アリはボクシングからの引退を表明し王座を返上したが、前人未到となる4度目のヘビー級王座獲得を目指して、WBC世界ヘビー級王者ラリー・ホームズに挑戦することを発表した。
1980年10月2日、ラスベガスのシーザーズ・パレスでかつてスパーリング・パートナーだったWBC世界ヘビー級王者ラリー・ホームズに挑戦。この頃、アリはパーキンソン病の兆候である声の吃音や手の震えが見られ、ネバダ州アスレチック・コミッション（NSAC）はアリの健康状態を懸念してラスベガスで精密検査を受けるよう命じた。アリはメイヨー・クリニックで検査を受け、クリニックはアリが試合を行うことに問題はないと発表し、1980年7月31日、NSACは正式にアリの復帰戦を許可した。しかし、試合は減量のために服用した甲状腺薬の影響で衰弱していたアリをホームズが一方的に打ちのめし、14回終了時にアリのトレーナーのアンジェロ・ダンディーがストップを要請したため、TKO負けで王座獲得に失敗した。ホームズのトレーナーであるリッチー・ジャケッティは「ひどい…私の中で最悪のスポーツイベントだった」と語り、リングサイドで観戦した俳優のシルヴェスター・スタローンは「まだ生きている男の解剖を見ているようだった」と語っている。アリの元リングドクターのファーディ・パチェコは「あの戦いに関わった人たちは全員逮捕されるべきだった。あの試合は忌まわしい物であり、犯罪そのものだった」と怒りを露わにした。対戦相手のホームズは控室に戻って号泣し、ジャケッティは後に「ラリーはアリと戦うことを望んでいなかった。試合が惨劇になることを分かっていた」と振り返っている。一般的に、この試合がアリのパーキンソン病の一因となったと言われている。1982年、アリはこの試合のプロモーターのドン・キングに対して、ファイトマネーの110万ドルが未払いだとして告訴すると、キングはアリの旧友であるジェレマイア・シャバズに助けを求め、シャバズに現金5万ドルが入ったスーツケースと訴訟の取り下げを約束させる書類を渡し、シャバズは入院中のアリを訪ねて5万ドルを渡し書類にサインをもらって来るよう頼んだ。当時、パーキンソン病を患い金が必要だったアリは5万ドルを受け取り、訴訟の取り下げだけでなくアリのプロモート権をキングに与えると書かれた文書にもサインをしてしまう。この事を聞いたアリの弁護士は、なんの相談もなくアリがたった5万ドルのために訴訟を取り下げてしまったことに涙した。
1981年12月11日、アメリカ全州のアスレチック・コミッションがアリの健康状態を懸念しライセンス交付を拒否したため、バハマ・ナッソーのクイーン・エリザベス・スポーツセンターでトレバー・バービックと対戦。全盛期は210ポンド前後であったアリの体重もこの試合ではキャリア最重量となる236ポンド（107kg）を計測し、試合では6回時点で疲労するなどアリに往年の面影は全く見られず、10回0-3の判定負けを喫し、この試合を最後に39歳で遂に引退。
現役生活21年、通算成績は56勝5敗で内37勝がKO勝ちだった。

## 晩年

### 慈善活動・人道主義・政治

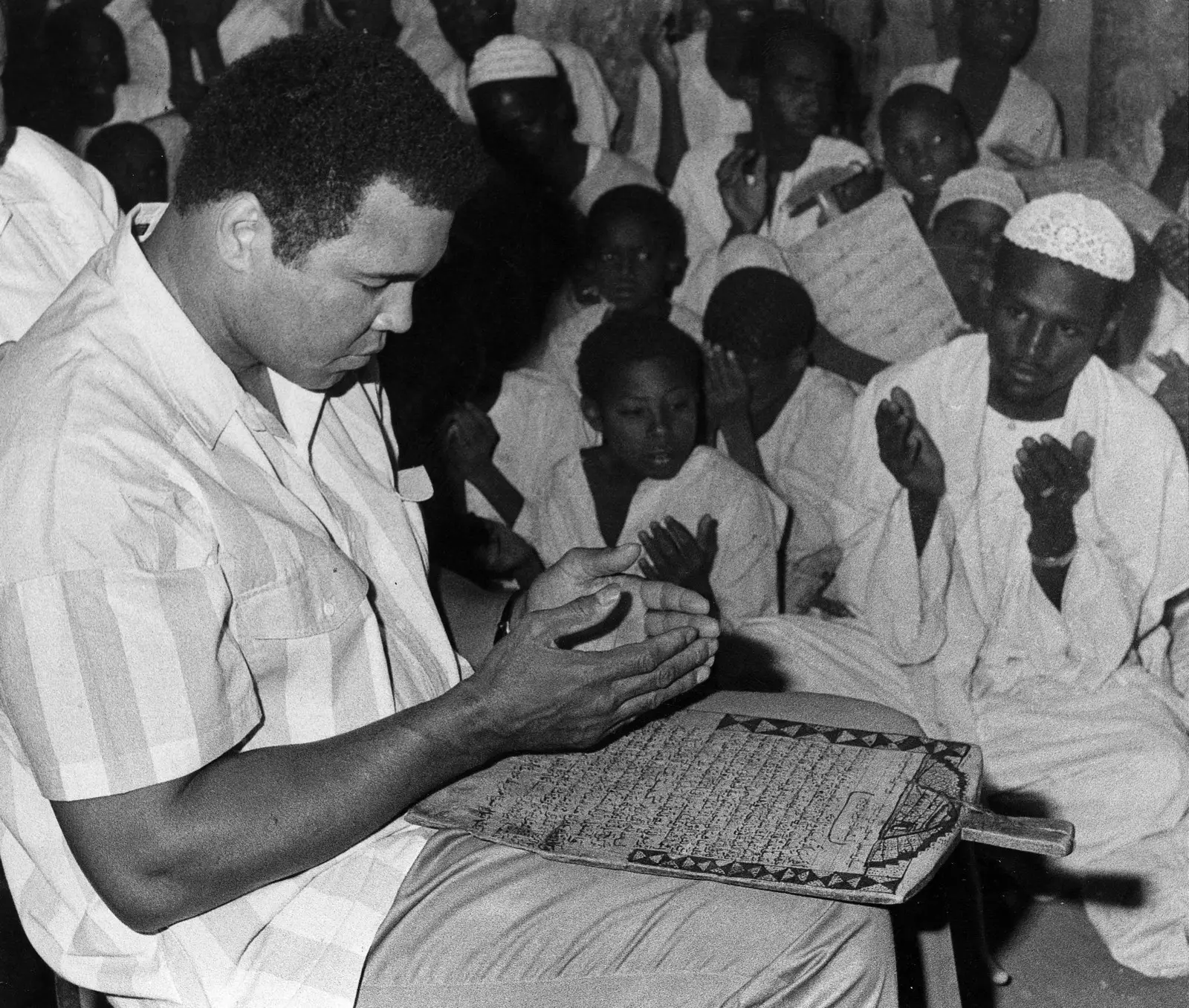
祈りを捧げるアリ（1988年、スーダンにて）

アリはムスリムの義務であるザカート（困窮者を助けるための義務的な喜捨）を積極的に実践、慈善団体や宗教的背景を持つ困窮者に数百万ドルを寄付した。 また、アリは世界中で飢餓に苦しむ2200万人以上の人々に食事を与えるのに貢献したと推定されている。ボクシングキャリアの初期に、アリは青少年教育に力を注ぎ、多くの黒人が通う大学で教育の重要性について講演して回り、1967年には黒人大学基金連合（UNCF）に1万ドル（2020年のレートで7万8000ドル）を寄付し黒人の寄付者として最高額となった。1966年、アリはクリーブランド・ウィリアムズ戦の収益の大部分をUNCFへ寄付することを誓約した。
1978年、アリは訪問したバングラデシュの名誉市民権を取得した。同年、アリは歌手のスティービー・ワンダーや俳優のマーロン・ブランドと共にアメリカインディアン運動の平和行進「ロンゲスト・ウォーク」に参加した。
1978年、ルイビル市議会はルイビルのダウンタウンにあるウォルナット・ストリートの名称を『モハメド・アリ・ブールバード』（モハメド・アリ大通り）へ変更することを6対5の投票数で可決した。

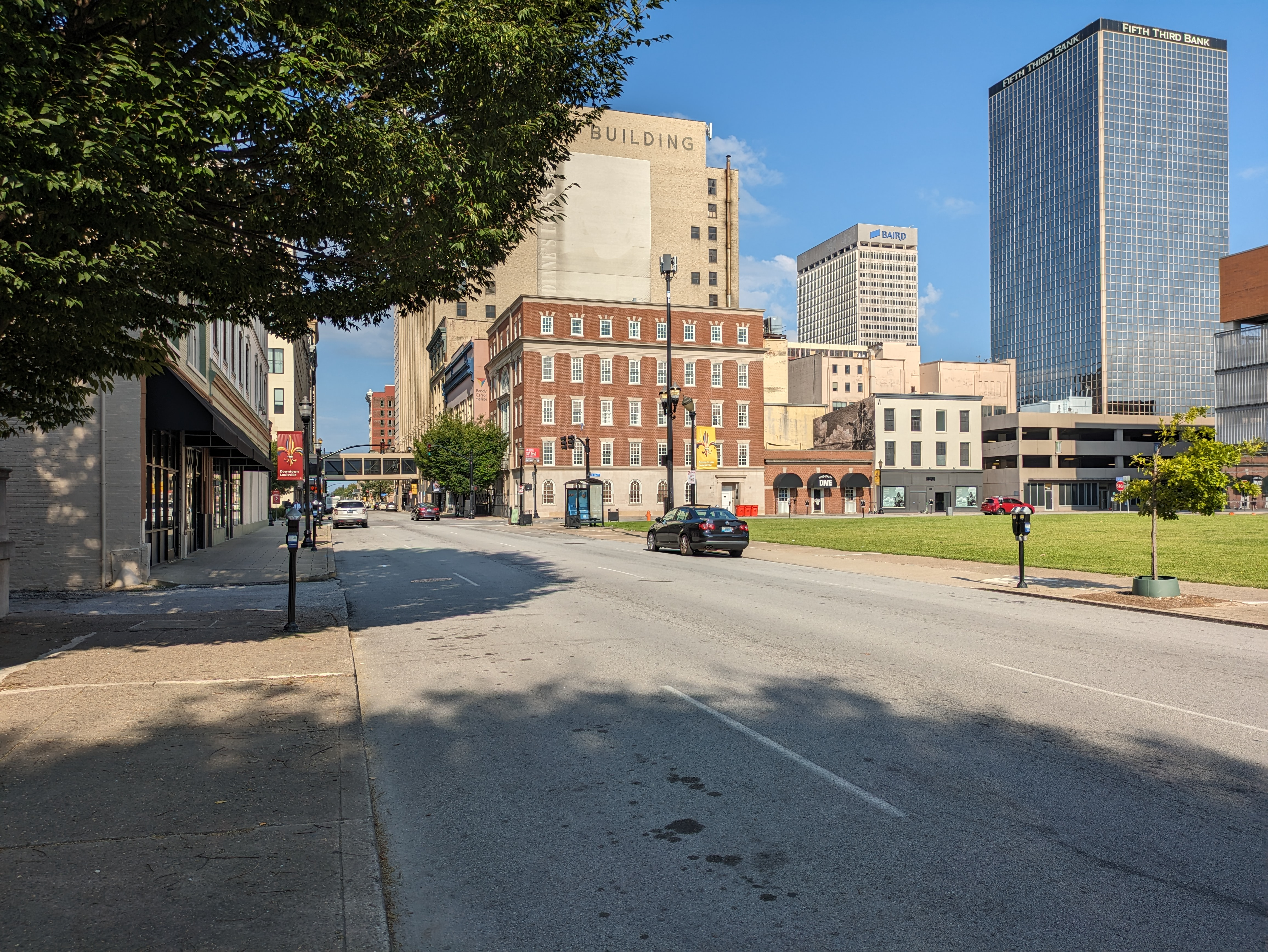
モハメド・アリ・ブールバード

1981年1月19日、ロサンゼルスを訪れた際に、ビルの9階のベランダから飛び降り自殺を図ろうとしていた黒人男性（ベトナム戦争に従軍した元軍人）を偶然見かけると、アリはすぐさま男性のいる9階まで上がり、隣の非常階段の窓越しから説得を試みた。この際、地上からは警察官、心理学者、大臣等が男性に説得を試みていたが失敗に終わっていた。また、野次馬の中には男性に対して飛び降りるよう促す者もいたという。アリは男性に対して「貴方は私の兄弟だ。嘘はつかない。私は貴方を愛している。私と一緒に帰ろう。そして私の友人と会ってほしい」と語ったとされており、約30分間の説得の末にアリは男性の肩に腕を回し、安全な場所へ連れて行くことに成功した。アリは男性に付き添って退役軍人管理病院に行き、警察は男性が72時間の精神検査を受ける予定だと発表した。その後、アリは男性の入院する病院を毎日訪問し、男性に新しい服を買い与え職探しを手助けした。
1984年アメリカ合衆国大統領選挙では、共和党のロナルド・レーガンの再選を支持した。

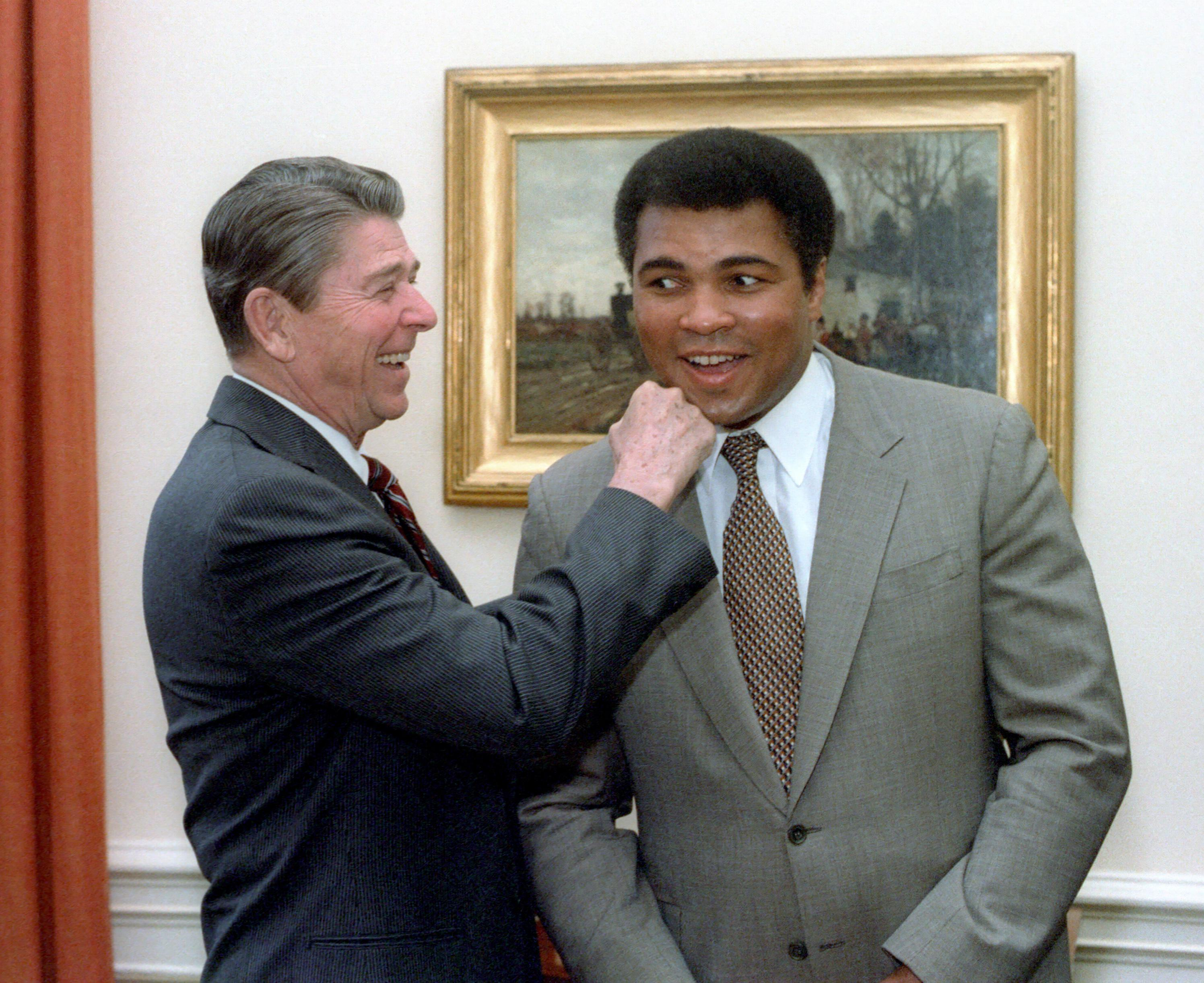
ロナルド・レーガンとアリ（1983年、ホワイトハウス内の大統領執務室にて）

1990年に湾岸危機に際し、イラク大統領との直接対話のため、病をおしてバグダードに赴き、アメリカ人の人質解放に成功する。解放された人のうち6人が、早く帰れる飛行機には乗らず、アリと同じ飛行機に乗って帰国した。
1994年、アリはルワンダ虐殺の被害を受けた難民を援助し、米国政府にルワンダ難民を支援する団体に寄付するよう働きかけた。
1996年7月19日、アトランタオリンピックの開会式で聖火を聖火台に点火した。女子水泳選手のジャネット・エバンスが点火台まで聖火のトーチを運び上げ、アリは彼女からトーチを受け取り、病気のため震える手で点火用のトーチに火を点けた（点火用トーチに着火するとそのトーチは上昇し、上にある聖火台に飛び込んで点火される仕掛けになっていた）。聖火台の点火者は当日まで秘密にされていた。なお、この際、自ら川に投げ捨てたローマオリンピックの金メダルが再授与された。
2003年のMLBオールスターゲームで始球式を務めた。2005年11月9日、アメリカ合衆国のホワイトハウスにてジョージ・W・ブッシュ大統領から文民に送られる最高の勲章である大統領自由勲章を授与された。

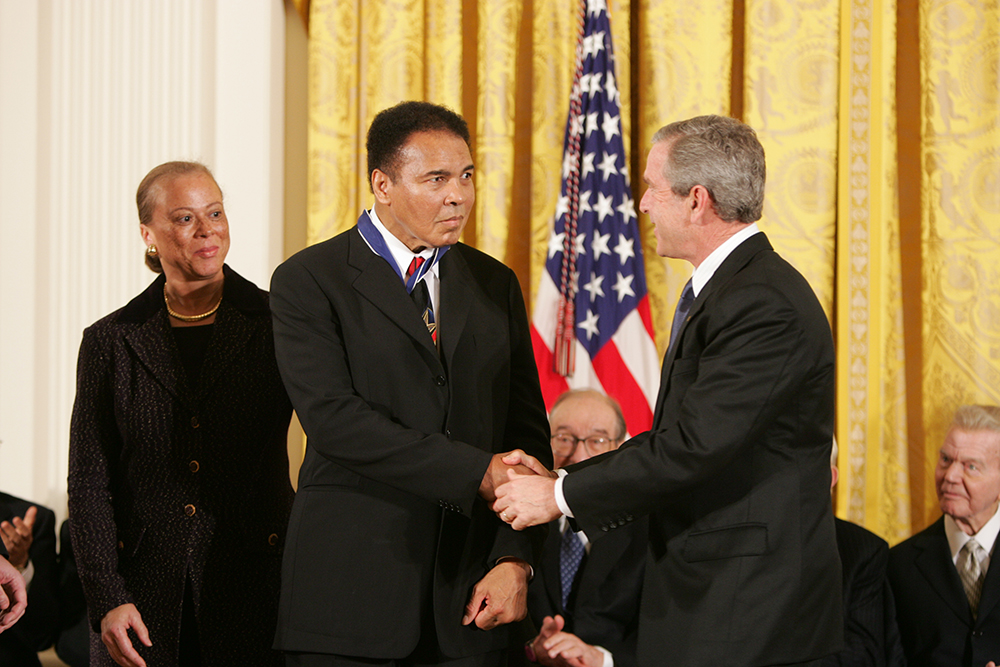
ジョージ・W・ブッシュ大統領と握手を交わすアリ（2005年11月9日撮影）

2005年11月19日、アリは故郷ルイビルのダウンタウンに6000万ドルをかけて非営利の博物館及び文化センター『モハメド・アリ・センター』を設立し、後にルイビルで人気の観光名所の一つとなっている。

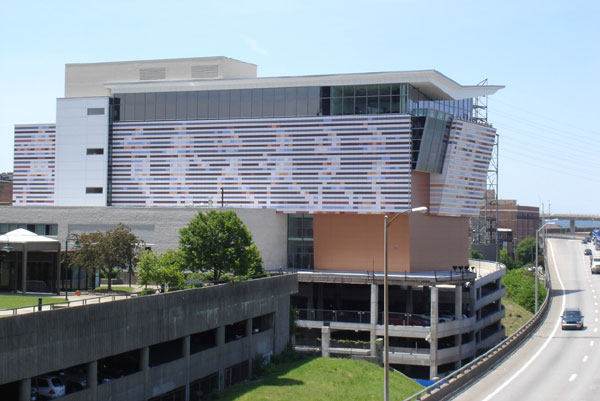
モハメド・アリ・センター

2007年6月5日、ニュージャージー州プリンストンのプリンストン大学の第260回卒業式にゲストとして出席し、同大学から人文科学の名誉博士号を授与された。

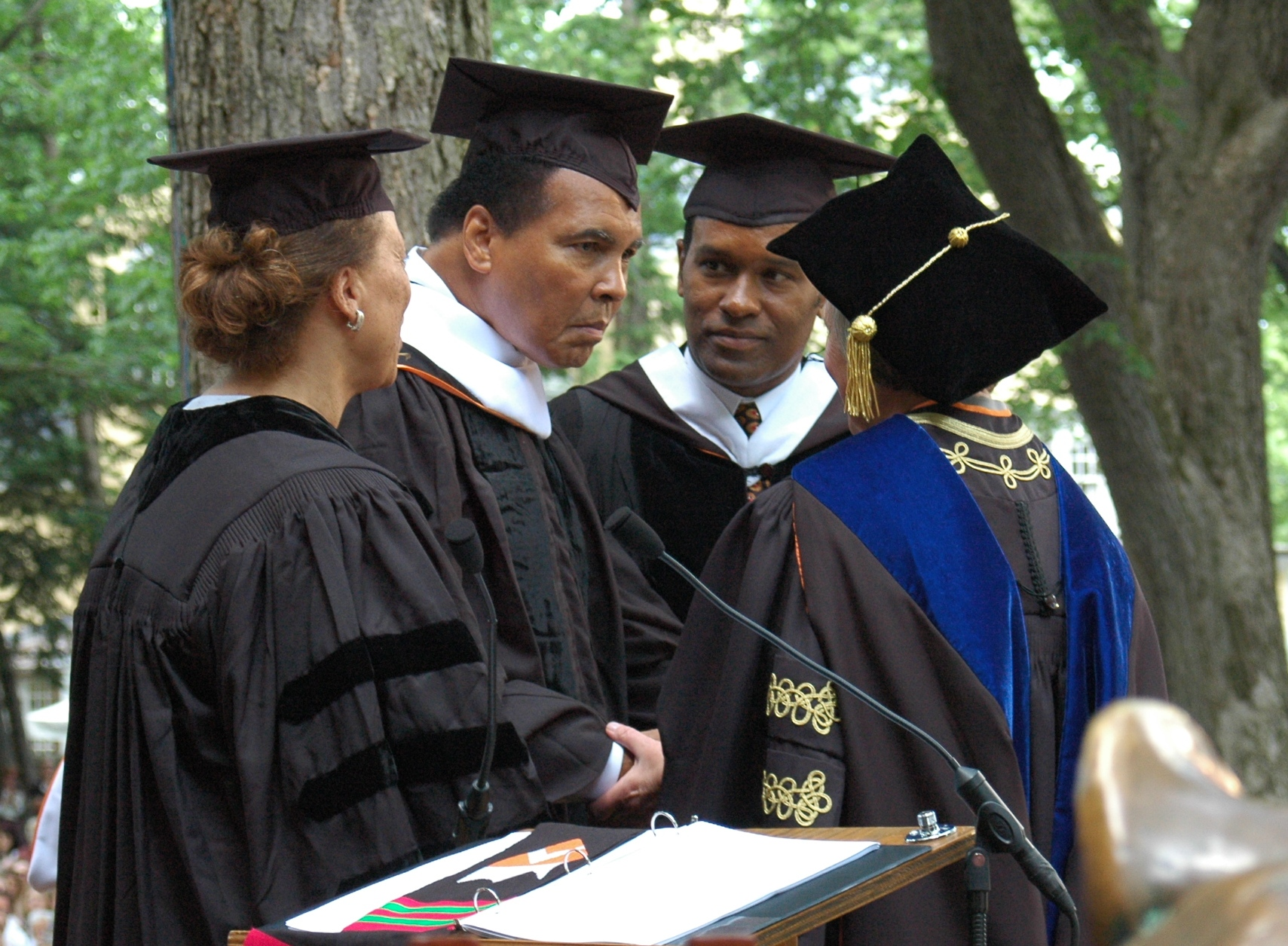
プリンストン大学の第260回卒業式に出席するアリ（2007年6月5日撮影）

2009年、母方の曽祖父であるエイブ・グレイディの故郷アイルランド・クレア県エニスの名誉市民に選出され、9月1日に記念式典が行われた。2012年ロンドンオリンピックの開会式に参加、オリンピック旗掲揚の場面で姿を現した。

### 収益
1978年までのアリのファイトマネーの総収入は、当時のボクサーとしては破格の6000万ドルと推定されている。しかし、同年にアリは破産を申請したことを明かし、これはアリの派手なライフスタイルに加え、子供たちへの養育費と前妻2人への慰謝料、両親への仕送り、慈善活動や宗教的活動への支出、多額の税金の徴収、また試合のプロモーター等が興行収入の3分の1を搾取していたことが要因だとされており、当時、アリの1日あたりの生活費は1万ドルを上回っていた。2006年、アリは自身の名前や肖像等の知的財産権をCKX, Inc.に5000万ドル（約59億円）で売却し、同年、アリはアメリカの経済誌『フォーブス』のスポーツ選手長者番付で、引退したスポーツ選手にもかかわらず5500万ドルで3位にランクインした。2016年に死去した際の純資産は5000万ドルから8000万ドルの間だと推定されている。

### 病との闘い

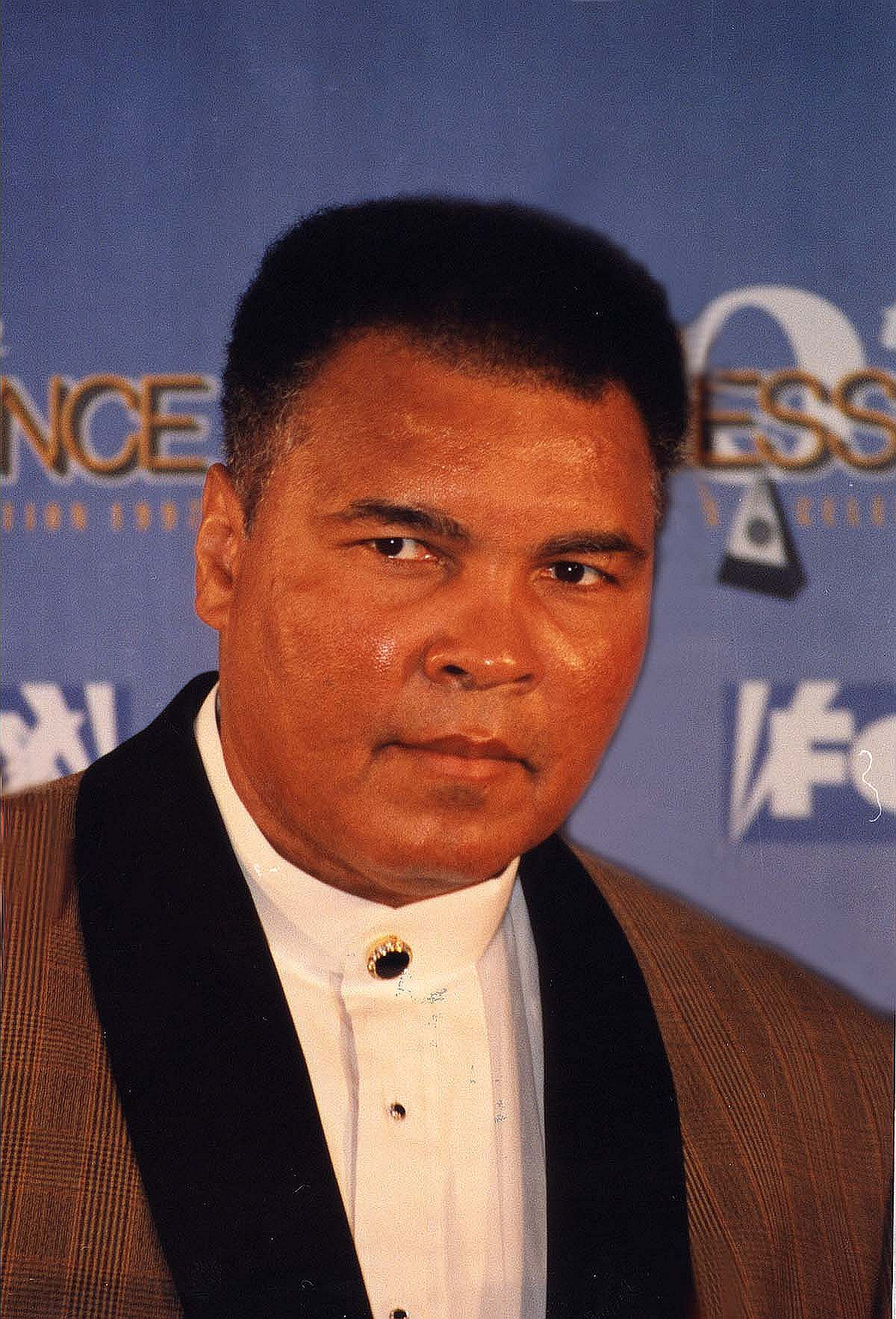
55歳のアリ。この頃にはパーキンソン病を患っていた（1997年）

引退後、1984年にパーキンソン病と診断され、長い闘病生活に入った。病の影響で歩くことはおろか、喋ることすら困難な状態となり、公の場に出る機会も大きく減ったが、難病の中でも社会に対してメッセージを発し続けた。

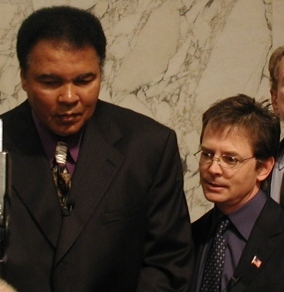
アリとマイケル・J・フォックス（2002年）

1998年、アリは同じくパーキンソン病を患う俳優のマイケル・J・フォックスと協力し、パーキンソン病の認知度を高め、治療法の研究資金を提供し始めた。2000年にはマイケル・J・フォックス財団と提携して活動を続けた。

## 死去

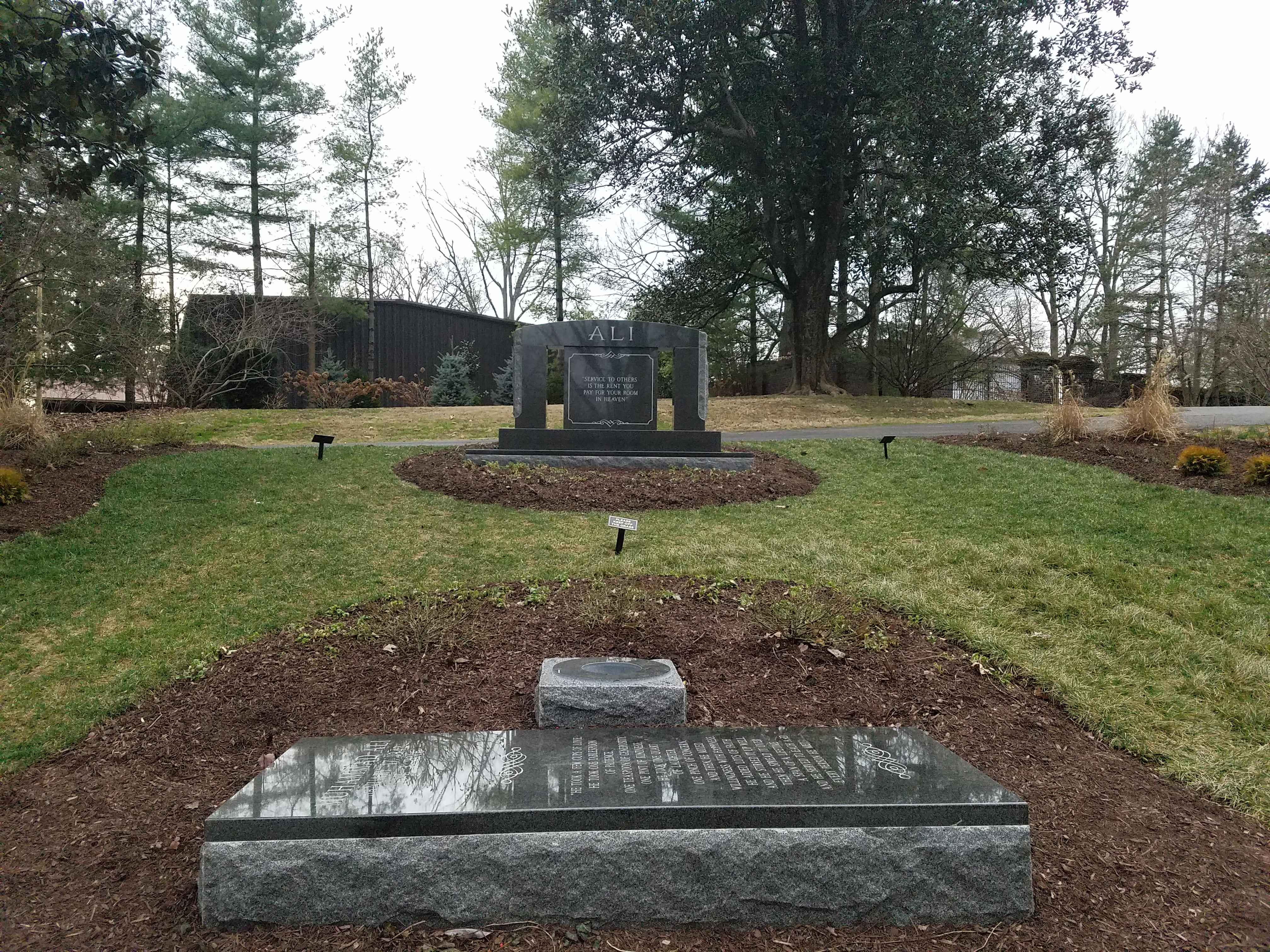
アリの墓。墓石には「他者への奉仕は、貴方が天国で過ごすために払う家賃である」と刻まれており、これはアリが生前に遺した言葉「他者への奉仕は、貴方がこの地球上で過ごすために払う家賃である」を引用したもの

2016年6月2日、呼吸器疾患のためアリゾナ州スコッツデールの病院に入院し、当初容態は良好とされていたが、翌日の6月3日午後9時10分、敗血症ショックのため死去。74歳没。
アリの死は、Twitterで12時間以上、Facebookで数日間トレンドのトップとなった。ブラック・エンターテインメント・テレビジョンはドキュメンタリー『モハメド・アリ：メイド・イン・マイアミ』を放映し、ESPNはアリのニュースをコマーシャル無しで4時間放送した。また、ABCニュース、BBC、CNN、FOXニュースなどのニュースネットワークもアリの死を大々的に取り上げた。
アリの死去を受け、政界からはバラク・オバマ、ドナルド・トランプ、ビル・クリントン、ヒラリー・クリントン、ジョー・バイデン、デーヴィッド・キャメロン、スポーツ界からはマイケル・ジョーダン、タイガー・ウッズ、ペレ、マイク・タイソン、フロイド・メイウェザー・ジュニア、レブロン・ジェームズ、ステフィン・カリー、ウサイン・ボルト、デビッド・ベッカム等がアリに哀悼の意を表した。
日本に於いてはWBA世界ライトフライ級王座を13度防衛した具志堅用高は「ボクシングといえばアリだった。ボクシングの面白さを教えてくれた人物」と語り、1976年に日本で戦った元プロレスラーのアントニオ猪木も哀悼の意を表した。
総合格闘技団体「UFC」は、アリの死の翌日に開催されたUFC 199でアリの追悼ムービーを公開し、多くのUFC王者にインスピレーションを与えたとアリを称賛した。また、同じくアリの死の翌日に開催されたフランシスコ・バルガス対オルランド・サリド戦では、リングアナウンサーのマイケル・バッファーがアリへ追悼のコメントを発表し、アリを追悼する10カウントゴングが鳴らされた。また、サリドはアリがプリントされたTシャツを着用し「RIP ALI」（アリよ、安らかに眠れ）と書かれたキャップを被って入場した。
アリの葬儀は6月9日と10日の2日間にわたって行われ、最終的に遺体は故郷ルイビルのケイブヒル墓地に埋葬された。葬儀にはかつてアリと対戦したジョージ・フォアマン、ラリー・ホームズ、ジョージ・シュバロを始め、ビル・クリントン、レジェップ・タイイップ・エルドアン、ウィル・スミス、アーノルド・シュワルツェネッガー、スパイク・リー、マイク・タイソン、デビッド・ベッカム、レノックス・ルイス、ビリー・クリスタル等が出席した。アリの追悼式はテレビ放送され、世界中で推定10億人の視聴者数を記録した。

## ベトナム反戦活動
アリは18歳の誕生日に義務化されているアメリカ軍への徴兵登録を行い、1962年に最上位となる1-A（無条件の徴兵資格）のランクに配属されたが、ディスレクシア（失読症）であったアリは1964年の入隊試験の際にライティングとスペリングのカテゴリーで不合格となり、1-Y（国家非常事態宣言時のみに適用される徴兵資格）のランクに配属された。しかし1966年3月、ベトナム戦争を本格化させていたアメリカ軍は徴兵の基準を大幅に引き下げ（調査会社ギャラップによると1966年の最初の3カ月で、戦争に対する支持率は50%を超えていた）、アリは再び1-Aに配属された。アリがこの情報を聞いたのは報道陣に囲まれているときだった。そして「俺はあいつらベトナム人たちに何の恨みもないんだよ」「俺にはベトナム人を殺す理由はない。ベトコンにニガーと呼ばれたことはない」と答え、何年も続く闘争に巻き込まれた。当時、著名人やアスリートが公然とベトナム戦争を非難することは、愛国心に欠けるとして冒涜に値した。アリは、アメリカの黒人イスラム組織「ネーション・オブ・イスラム」への忠誠、そしてその一員であるという理由から徴兵を拒否し、自身が良心的兵役拒否者だと述べ、白人の上流階級を敵視した発言を繰り返した。
1967年4月28日、アリはヒューストンで行われたアメリカ軍への入隊式に出席し、徴兵される者は名前を呼ばれた際に前に出なければならなかったが、アリは自身の名前が呼ばれても前に出ることを3度拒否した。これを受け警官は「お前は懲役5年と罰金1万ドルの重罪を犯している」とアリに警告しもう1度名前を呼んだが、アリは微動だにしなかったためそのまま逮捕された。同日、WBAはアリの世界ヘビー級王座を剥奪し、ニューヨーク州アスレチック・コミッション（NYSAC）はアリのボクシング・ライセンスを剥奪した。その後、ボクシング・ライセンスの剥奪処分は全ての州で履行され、1969年3月11日にはWBC世界ヘビー級王座を剥奪された。以降4年にわたって、アリはリングではなく法廷で自分の信念のために戦い続けた。そして1967年6月20日、徴兵を回避した罪で連邦大陪審から禁錮5年と罰金1万ドルの有罪判決を受けた。プロアスリートの全盛期である25歳から28歳の間を、アリはつまはじきにされた。
イスラム教に改宗し、カシアス・クレイという名前を捨てたアリは、既に議論を巻き起こしていた。加えて徴兵拒否という行為によってアリは、瞬く間にアメリカで最も嫌われている有名人へと仕立てられ、殺害予告などの脅迫を多数受けることとなった。アリほどの著名な人物で、他に徴兵を拒否した者は誰一人いなかった。アリの反戦活動は、国民、政府、そしてボクシング界から嘲笑された。デイブ・ザイリンが著した『アメリカ民衆のスポーツ史』によると、彼にモハメド・アリの名前を与えたネーション・オブ・イスラムは、攻撃的な抵抗を繰り返すアリとの関与を否定した。黒人初のメジャーリーガーであり、現役中、引退後も活動家であったジャッキー・ロビンソンは、黒人の兵役軍人の士気を下げたとして、アリを批判した。そして大多数の黒人兵士達もロビンソンの意見に賛成した。
アリを擁護した人は皆、身の危険を感じることとなった。スポーツジャーナリストのジェリー・アイゼンバーグは、兵役拒否をしたばかりのアリの話を聞こうとしたところ、爆破予告や苦情の手紙を大量に受け取ったという。その一方で、メディアの大多数はアリに関して「自分のボクシングの技については御大層に自慢するが、軍隊に招集されると、追い詰められたネズミみたいにキーキーと泣き叫ぶ」「彼はボクシング界の面汚しだ。金を払って彼を見に行くアメリカ人は恥を知れ」といった悪意のある報道を繰り返した。
しかし、反戦派のアリの孤独はそう長くは続かなかった。裁判が続いていた中でも、アリは反戦的な発言を止めなかった。アリの発言は、1960年代の公民権運動と同じく、構造的な階級差別と人種差別を非難するという主張に基づいていた。アリの徴兵拒否発言の直後、ベトナム戦争を支持する声は下火になった。その言葉が報道陣に伝わってから1カ月後には、戦争支持率が50%を初めて下回った。アリが兵役拒否したことで投獄された1967年6月の2カ月後、戦争を支持するアメリカ人はたった27%になっていた。これはリンドン・ジョンソン政権下で最も低い数値だった。1967年の夏頃には、多くの、特にアフリカ系アメリカ人がアリの味方となった。公民権運動の前進、そして戦争の支持率の低下へと導いた。
アリは上訴していた1968年ごろ、大きな経済的負債を抱えていた。そのため、ボクシングをしていたら稼げていたであろう何百万ドルの代わりに、お金を稼ぐため大学のキャンパスで何百もの講演を始めた。何年も続いた上訴の後、連邦最高裁は1971年6月、アリの有罪判決を破棄した。その頃には、州が彼のボクシングライセンスを回復させる手続きを始めていた。アリの戦争に対する見解が、アメリカ全体の戦争に対する見解となり、人々は、自分たちの英雄がボクシングに復帰する準備を整えた。そして3年半後の1970年10月、アリはボクシングに復帰し、アトランタでジェリー・クォーリーに勝利した。
やがてアメリカ中に、アリがキャリアを犠牲にしてまで貫いた信念と、アリへの支持の輪が広がった。以来、これほどの社会的インパクトを残したアスリートはいない。アリが徴兵を拒否してから50年後、アスリートたちは社会問題について堂々と意見を述べるようになった。自らの選手生命を賭けたアリはアメリカに国の歴史上最も多くの犠牲者が出た戦争に関わる、階級問題と人種問題に抗議する「声」をもたらした。

## レガシー
アリは世界ヘビー級王座を3度獲得した史上初のボクサーである。また、アリはリングマガジンのファイター・オブ・ザ・イヤーに6度選出された唯一のボクサーであり、アメリカの大手スポーツ月刊誌『スポーツ・イラストレイテッド』のスポーツパーソン・オブ・ザ・イヤーに選出された僅か3人のボクサーのうちの1人（残り2人はシュガー・レイ・レナードとインゲマル・ヨハンソン）である。1999年、スポーツ・イラストレイテッドはニューヨークのマディソン・スクエア・ガーデンで開催した「20世紀スポーツ賞」でアリを「スポーツマン・オブ・ザ・センチュリー」に選出した。アリは国際ボクシング名誉の殿堂博物館の国際ボクシング殿堂入り（初年度）を果たし、7人の殿堂入りボクサーから勝利を収めている。AP通信は20世紀史上最高のボクサーとしてアリをシュガー・レイ・ロビンソンに次ぐ2位に選出し、同時に史上最高のヘビー級ボクサーとして1位に選出した。
アリはスポーツ・イラストレイテッドの表紙に40回起用され、これはプロバスケットボール選手マイケル・ジョーダンの50回に次ぐ歴代2位の記録である。また、アメリカの大手ニュース雑誌『タイム』の表紙にはアスリート史上最多となる5回起用されている。2008年、スポーツ・イラストレイテッドは「世界を変えるための手段としてスポーツマンシップ、リーダーシップ、慈善活動の理想を体現した元スポーツ選手」を毎年表彰する「スポーツマン・レガシー賞」を創設し、2015年に同賞を「モハメド・アリ・レガシー賞」に改名した。アリは1963年に初めてのスポーツ・イラストレイテッドの表紙を飾り、受賞者を選ぶ際には、アリの未亡人である妻ロニーが相談役となっている。

## 私生活
- ベリンダ・ボイド（Belinda Boyd）との子
  - マリアム（Maryum、1968年生）
  - ジャミラ（Jamillah、1970年生）
  - ラシェダ（Rasheda、1970年生）
  - モハメド・ジュニア（Muhammad Jr.、1972年生）
- パトリシア・ハーヴェル（Patricia Harvell）との子
  - ミヤ（Miya、1972年生）
- ワンダ・ボルトン（Wanda Bolton）との子
  - カリア（Khaliah、1974年生）
- ヴェロニカ・ポルシェ（Veronica Porché）との子
  - ハナ（Hana、1976年生）
  - レイラ（Laila、1977年生）
- ヨランダ・"ロニー"・ウィリアムズ（Yolanda Williams）との子
  - アサド（Asaad、1986年に養子縁組）

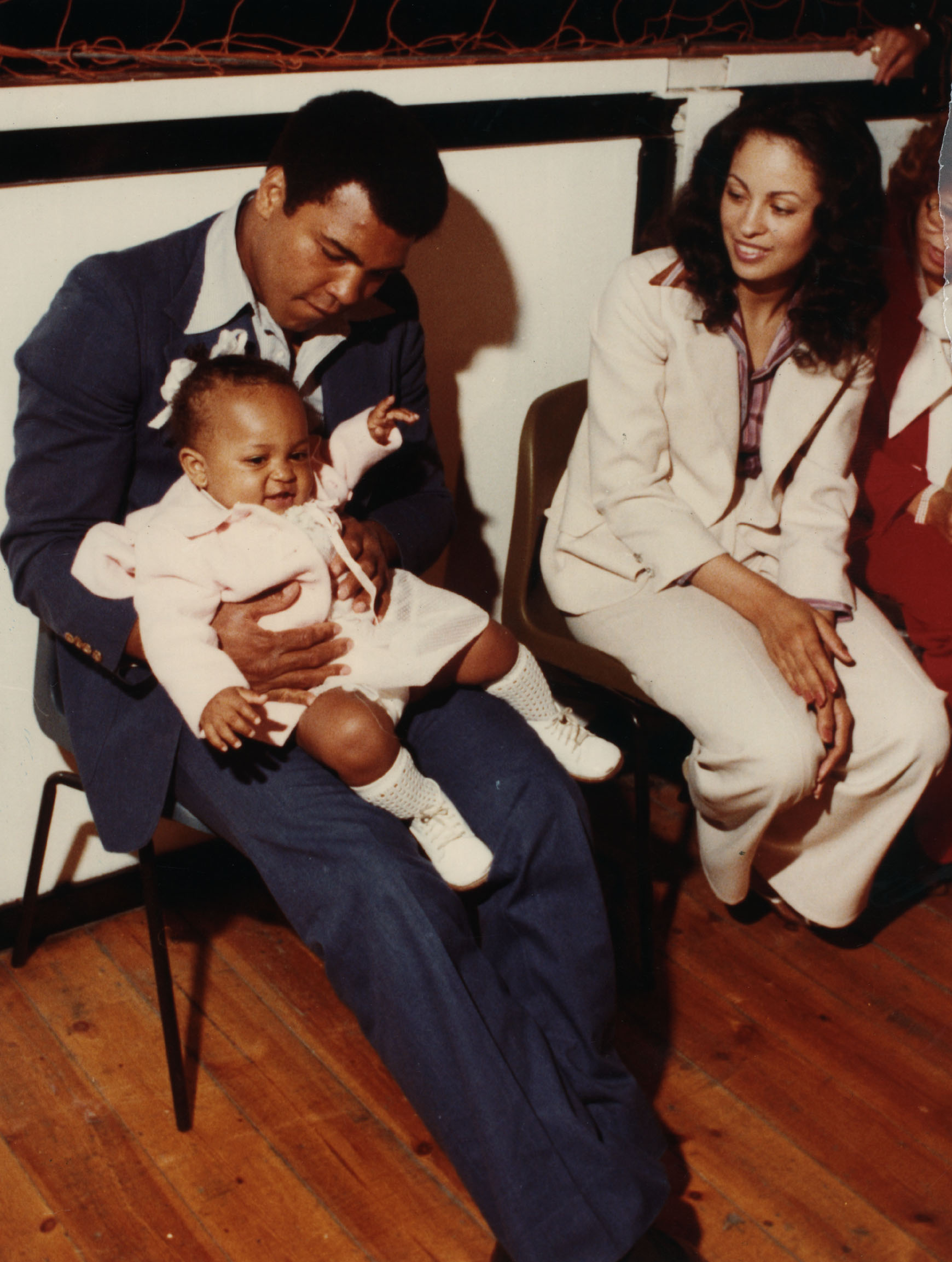
娘ハナを抱きかかえるアリと第4夫人ヴェロニカ・ポルシェ・アリ（1977年）

アリは生涯に4回結婚し、娘7人、息子2人をもうけた。
アリはハーバート・ムハンマドからカクテル・ウェイトレスのソンジ・ロイ（Sonji Roi）を紹介され、最初のデートの後に結婚を申し込んだ。2人は約1か月後の1964年8月14日に結婚式を挙げた。ソンジはムスリムになることを拒み、2人は口論になった。アリは、「彼女はやるべきことをやろうとしなかった。彼女は口紅をつけていた。バーにも行った。露出度の高い服を着ていた」と語った。ソンジとアリは1966年1月10日に離婚した。2人の間に子供はいなかった。アリの弟のラーマンによれば、アリはソンジのことを真に愛していたが、ネーション・オブ・イスラムがアリに離婚を迫り、アリはそれを乗り越えられなかったという。
1967年8月17日、アリはベリンダ・ボイド（Belinda Boyd）と結婚した。ベリンダは、ネーション・オブ・イスラムに改宗した夫婦の子供である。結婚後にカリラ・アリ（Khalilah Ali）に改名したが、それ以降も古い友人や家族からはベリンダと呼ばれていた。カリラとの間には4人の子供がいた。作家でラッパーの「メイメイ」（May May）ことマリアム（Maryum、1968年生）、双子のジャミラ（Jamillah）とラシェダ（Rasheda、1970年生）、モハメド・アリ・ジュニア（1972年生）である。
アリは1970年代初頭、ニュージャージー州チェリーヒルに住んでいた。1974年、32歳のアリは16歳のワンダ・ボルトン（Wanda Bolton、後にアイシャ・アリ（Aaisha Ali）に改名）との不倫を始めた。ワンダとの間には1974年にカリア（Khaliah）が生まれた。アリはイスラム教の儀式によりアイシャと結婚したが、ベリンダとの婚姻が解消されていない時期であり、この婚姻は法的には有効なものではなかった。カリアによると、カリアとアイシャは、ペンシルバニア州ディアレイクにあるアリのトレーニングキャンプで、ベリンダ（既にカリラに改名していた）やその子供達の住むキャビンの隣で暮らしており、カリラとアイシャは仲が良かったという。1985年1月、アイシャは未払いの慰謝料を求めてアリを訴えたが、アリがカリアのために20万ドルの信託金を用意することで和解した。この他、パトリシア・ハーベル（Patricia Harvell）とも不倫をしており、パトリシアとの間には1972年にミヤ（Miya）が生まれた。
1977年の夏、アリの度重なる不倫によりカリラと離婚し、女優・モデルのヴェロニカ・ポルシェと３度目となる結婚をした。結婚の時点で、既に2人の間には娘のハナ（Hana、1976年生）がおり、ヴェロニカは第二子を妊娠していた。1977年12月、レイラ（Laila）が誕生した。1986年、アリの不倫が原因で、ヴェロニカと離婚した。
1986年11月19日、アリはヨランダ・"ロニー"・ウィリアムズ（Yolanda "Lonnie" Williams）と結婚した。ロニーとは1964年にルイビルにいた時からの友人だった。2人は生後5か月のアサド・アミン（Asaad Amin）を養子として迎えた。
1988年、キウルスティ・メンサ＝アリ（Kiiursti Mensah-Ali）は、自分が母バーバラ・メンサ（Barbara Mensah）とアリが20年前に関係を持ったときにできた娘であると主張し、その根拠として写真と親子鑑定を持ち出した。キウルスティによれば、アリはそれを認めたものの、アリが4番目の妻のロニーと結婚した後、アリ側からの接触が全て断たれたという。アリの死後、キウルスティは葬儀に参列させてほしいと熱烈に訴えた。
2010年には、オスモン・ウィリアムズ（Osmon Williams）がアリの実子であるという主張が現れた。テミカ・ウィリアムズ（Temica Williams、レベッカ・ホロウェイ（Rebecca Holloway）とも名乗る）は、彼女が12歳の時にアリと性的関係を持ち始めたと主張し、1977年に生まれたオスモンはアリの子供であると主張して、1981年にアリに対して300万ドルの慰謝料を求める訴訟を起こした。テミカはさらに、アリはもともと彼女と息子を経済的に支援していたが、4年後にそれをやめたと主張した。この訴訟は、既に時効であるとして却下された.。ヴェロニカによれば、アリはテミカとの関係は認めたが、オスモンが自身の息子であるとは信じていなかった。しかしヴェロニカは、「トレーニングキャンプにいた皆は、彼女の主張に同意している」と述べている。アリの伝記作家であり、友人でもあるトーマス・ハウザーは、この主張は「信憑性が疑わしい」と述べている。
アリはその後、ロニーとともにアリゾナ州スコッツデールに住んでいた。2007年1月には、1975年に購入したミシガン州ベリン・スプリングスの自宅を売りに出し、ケンタッキー州ジェファーソン郡東部の自宅を187万5千ドルで購入したことが報じられた。どちらの家もアリの死後に売却され、ロニーはアリゾナ州パラダイスバレーにあったもう1つの自宅に住んでいた。ロニーは20代後半にカトリックからイスラム教に改宗した。
アリの娘レイラは1999年から2007年までプロボクサーとして活躍していたが、父親のアリは女子ボクシング自体に反対していた。1978年、アリは「女性は胸や顔を殴られるように作られていない」と述べていた。後にアリは娘の試合に参加するようになり、レイラに対して自分が誤っていたと認めた。
アリの娘ハナは、総合格闘家のケビン・ケーシーと結婚した。ハナは父親について次のように語った。「彼の人々に対する愛情は並々ならぬものでした。学校から帰宅すると、ホームレスの家族がうちのゲストルームで寝ているのを見つけました。彼は、路上で彼らを見つけては、ロールスロイスに乗せて家に連れて帰ってきました。彼は彼らの服を買い、ホテルに連れて行き、数か月分の宿代を前払いしていました。」ハナはまた、マイケル・ジャクソンやクリント・イーストウッドなどの有名人がしばしばアリを訪問していたと述べた。1997年にアリが自身のファンというレズビアンのカップルと出会った後、友人のハウザーに笑顔で「二人は幸せそうだね」と話していたという。ハウザーはこの話について「（彼が出会ったレズビアンカップルの）リズとロズが幸せだと思ったことが、モハメドを喜ばせた。アリは人々が幸せになることを望んでいた」と語った。

## メディアと大衆文化において

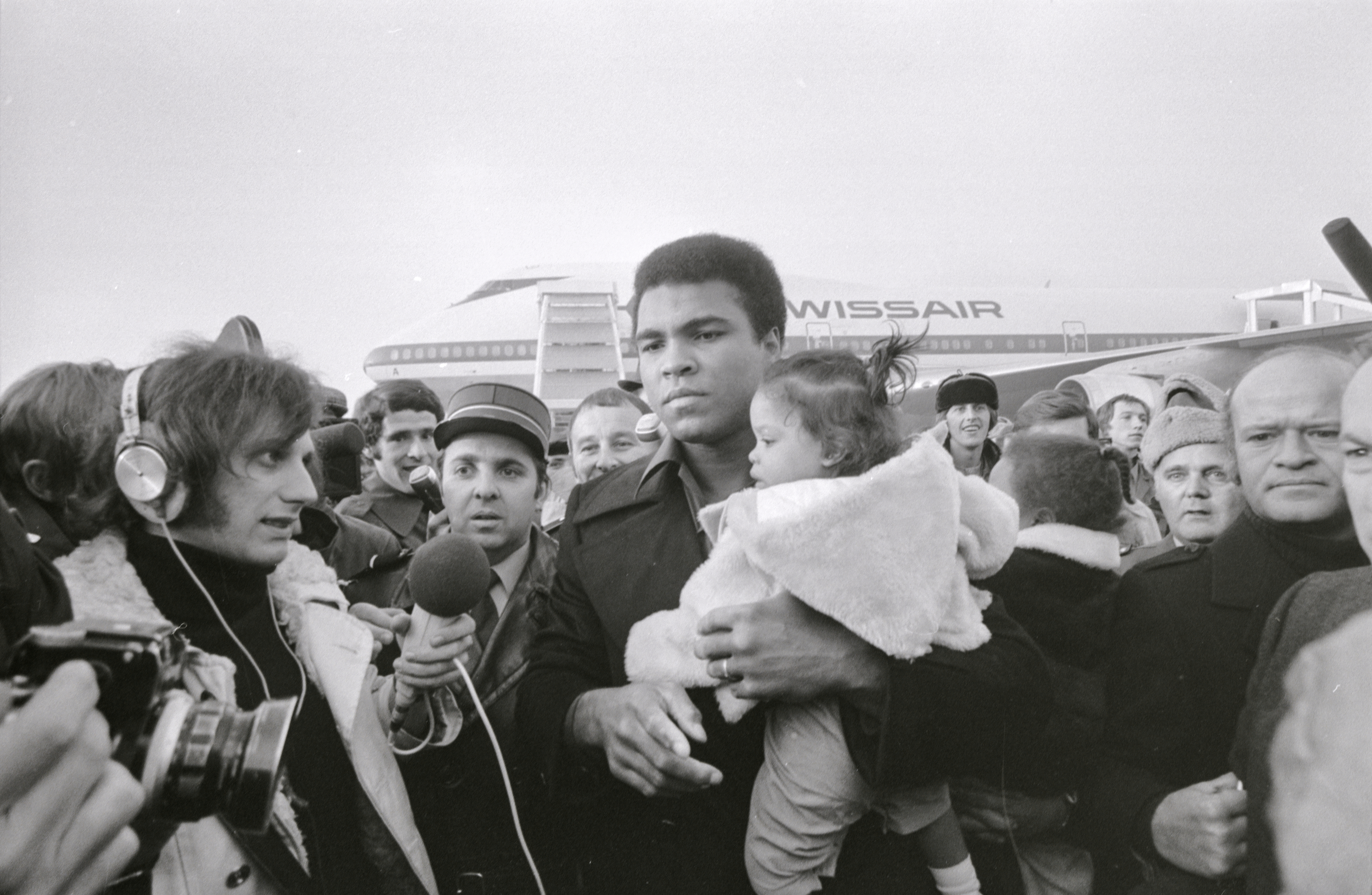
チューリッヒ空港でメディアに囲まれるアリ（1971年）

### 俳優として
アリは1962年公開の映画『ヘビー級へのレクイエム』にカメオ出演し、ボクシング・ライセンスを剥奪されていた1969年に短期間上演されたブロードウェイ・ミュージカル『バック・ホワイト』で主演を務めた。また、1972年公開のドキュメンタリー映画『ブラック・ロデオ』では馬と雄牛の両方に乗って出演した。
1975年にリチャード・ダーラムとの共著で自伝『ザ・グレイテスト：マイ・オウン・ストーリー』を出版した。1977年に自伝は『アリ/ザ・グレーテスト』として伝記映画化され、アリが本人役を務め、アーネスト・ボーグナイン、ジェームズ・アール・ジョーンズ、ロバート・デュヴァル等が出演した。ちなみに、アリのテーマソングである「炎のファイター」（通称「アリ・ボマイエ（ボンバイエ）」、マイケル・マッサー作曲）は、1976年に対戦したアントニオ猪木に記念として寄贈され「イノキ・ボンバイエ」として歌われている。この歌は、『アリ/ザ・グレーテスト』のエンディング・テーマ「I Always Knew I Had It In Me」（作詞: ジェリー・ゴフィン）としてジョージ・ベンソンが全く別アレンジのバラードとなって流れる。オープニング・タイトルの「The Greatest Love of All」は後にホイットニー・ヒューストンがカバーして大ヒットを記録した。
1978年に制作された映画『フリーダム・ロード』で、アリは1870年代のバージニア州の元奴隷で南北戦争の兵士であるギデオン・ジャクソン役を演じた。

### スポークン・ワード・アーティストとして
スポークン・ワード・アーティストとして、アリは2枚のスタジオ・アルバム『I Am the Greatest!』（1963年）と『The Adventure of Ali and His Gang vs. Mr. Tooth Decay（アリの仲間対虫歯さんの冒険）』（1976年）をリリースし、両方のアルバムがグラミー賞にノミネートされている。また、『I Am the Greatest!』のB面でベン・E・キングの楽曲『スタンド・バイ・ミー』をカバーし、Bubbling Under Hot 100 Singlesにチャートインした。

### プロレスにおいて

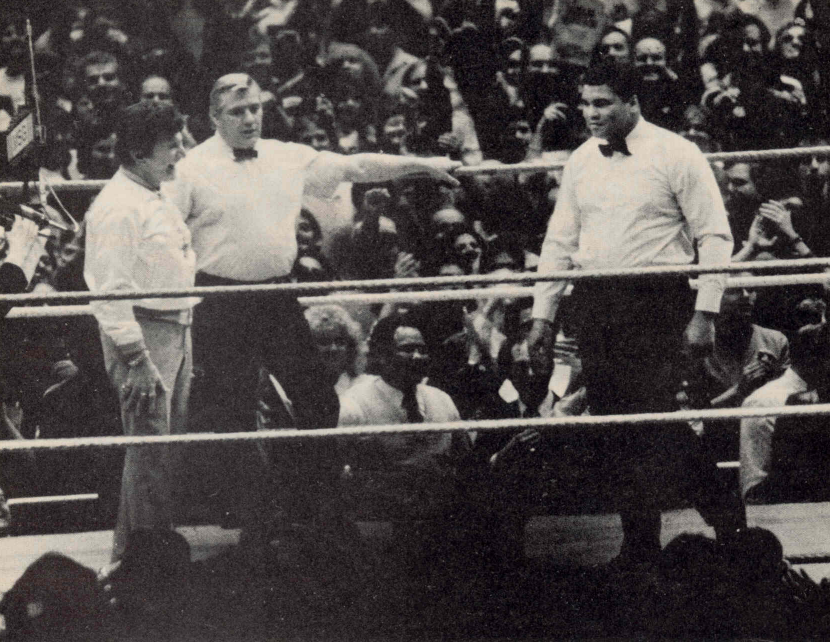
レッスルマニアの第1回大会でレフェリーを務めるアリ(右)

1976年6月1日、アリはフィラデルフィア・アリーナで行われたゴリラ・モンスーンの試合を観戦した。試合が終わると、アリはシャツとジャケットを脱ぎ、リングに上がりモンスーンと対峙した。モンスーンはアリの数発のパンチを交わした後、アリをエアプレーン・スピンでマットに叩きつけた。アリは仲間のブッチ・ルイスの説得でリングから立ち去った。
1985年3月31日、アリはレッスルマニアの第1回大会メインイベントに特別ゲストとしてレフェリーを務めた。
1995年、アリは北朝鮮で行われた平和のための平壌国際体育・文化祝典に出席し、アントニオ猪木とリック・フレアーの試合の立会人を務めた。
2024年4月5日、WWE殿堂入りを果たした。

### 芸術家として
1977年、ニューヨークでアート・ギャラリーを経営していたロドニー・ヒルトン・ブラウンから申し出を受け、アリはアマチュア芸術家として活動を始め生涯に数十枚の絵画や描画を制作した。2021年10月、生前にアリが制作した絵画や描画等の芸術品26点がオークションにかけられ、約100万ドル（1億1400万円）で落札された。

## 逸話

### フレージャーとの関係
2002年に出版されたインタビューの中で、ジョー・フレージャーはアリと初めて出会ったのが1968年頃だったと回想している。当時、アリはボクシング・ライセンスを取り戻すために法廷闘争を続けており、フレージャーは世界ヘビー級王者だった。ライフ誌の元スポーツ編集長でフレージャーの取り巻きの一人であったデイブ・ウルフによると、フレージャーはアリを倒せば「史上最強のボクサー」として認知されると考えていたため、アリのライセンス再取得に協力的だったという。フレージャーは、当初アリが行うはずだったリチャード・ニクソン大統領との面会を代役でこなし、当時アリに金も貸していた。アリも当初フレージャーに対して好意を示しており「私とフレージャーは後に友人になるだろう。私はアンクル・トムのような裏切りをせずに歴史に名を刻みたいが、フレージャーも同じ気持ちだろう。彼は馬鹿じゃない」と語っている。しかし、1試合目が近づくにつれ、アリはフレージャーのことを「馬鹿」「アンクル・トム」と罵り、2試合目では「無能」、3試合目では「ゴリラ」呼ばわりした。フレージャーも応戦し、アリの旧名である「カシアス・クレイ」や「偽物」と呼んで挑発した。作家のフェリックス・デニスとドン・アティオは、アリが過去にフレージャーに対して親切な言葉をかけていたことを考えると、フレージャーに対するトラッシュ・トークは全て空虚に聞こえたと指摘している。アリとフレージャーは5年間で3度対戦し、特に1度目と3度目の対戦はボクシング史上に残る名勝負とされている。3度目の試合後、アリは控室にフレージャーの息子マーヴィスを呼び、父親に対する今までの発言を謝罪。マーヴィスがアリの謝罪を父親に伝えると、フレージャーはアリが自分の控室に直接謝罪に来るべきだと語ったという。その後2人は度々面会し、テレビ番組で共演した際にはハグを交わし互いに敬意を表した。2001年のニューヨーク・タイムズとのインタビューで、アリは再びフレージャーに対し試合を宣伝するためにトラッシュ・トークを行ったことを謝罪した。フレージャーはこの問題を忘れる時が来たと語り謝罪を受け入れ、1度目の対戦から40年が経った2011年、フレージャーはアリを完全に許し謝罪を受け入れたと述べた。翌年の2012年にフレージャーが死去、アリはフレージャーの葬儀に参列し、パーキンソン病で震える身体で席から立ち上がりフレージャーに対して拍手を送ったという。

### タイソンとの関係
ボクシングにおける「時代を超えた夢の対決」としてファンの間で語り草になっているのがアリとマイク・タイソンである。アリとタイソンが初めて出会ったのは1989年のテレビ番組である。この際「アリとタイソン、全盛期同士ならどちらが勝つ？」という質問に、アリは「もし彼が私を捕らえたら私は眠ってしまうだろう」「彼は真の王者だ」と答え、タイソンは「俺は自惚れする生意気だが、この状況では、全ての頭は彼にお辞儀をし、全ての口は彼を"史上最高"だと告白しなければならない」とアリに敬意を表した。また、タイソンは「アリのようなファイターは他にいない。彼はモデルのように美しい見た目だったが、リング上では獰猛だった。まるで美しい見た目をしたティラノサウルスのようだ。私なんかが彼に勝てるわけがない。絶対に有り得ない」と語り、フロイド・メイウェザー・ジュニアが自分はアリよりも偉大だという旨の発言をした際には、タイソンは「奴は妄想的だ。"偉大"という言葉は自己保身のために使うものではない。これは人々から受け入れられるものだ。奴は一人で子供達を学校へ連れて行くことさえできない。小さな臆病な男だ」と怒りを露わにした。

### その他
- アリは生涯を通して数多くの名言を遺している。中でも有名なのが "Impossible is Nothing" （日本語訳で「不可能などあり得ない」）であり、これは大手スポーツブランドアディダスの企業スローガンとなっている[177]。
- アリはミュージシャンのエルヴィス・プレスリーと親交があり、1973年の初対面以降、エルヴィスが死去する1977年まで交友が続いた。アリはミュージシャンの中で特にエルヴィスとサム・クックが好きだったという。エルヴィスはアリに宝石が埋め込まれたガウンを贈り、アリはそれをケン・ノートン戦の入場時に着用したが試合に敗れたため、以降2度と着用することはなかったが、記念品として大切に保管していた。その後、アリはガウンのお返しとしてエルヴィスに金色のサイン入りグローブを贈った[178]。
- ケン・ノートン戦の敗北後に、ノートンのファンから「蝶は羽を失い、蜂は針を失った」という投書が届き、これを気に入ったアリはジムの壁にこれをテープで貼りつけて毎日眺め、「羽」と「針」を取り戻す決意を新たにしていた[179]。
- ボクシングの映画『ロッキー』の作中に登場する世界ヘビー級王者アポロ・クリードはアリがモデルとされており、この映画の主人公ロッキー・バルボアを演じたシルヴェスター・スタローンがアカデミー賞の授賞式で演説をしていた最中には、実際にアリがサプライズで登場しスタローンを驚かせた[180][181]。
- アリはハリウッド・ウォーク・オブ・フェームに名を連ねている。通常、ウォーク・オブ・フェームはエンターテイメント界で活躍した人物の名前が彫られた星型のプレートが地面に埋め込まれているが、預言者ムハンマド（モハメド）の名を踏んではならないというアリの希望で、アリのプレートは唯一壁に埋め込まれている[182]。
- 武道家で俳優のブルース・リーは、 1960年代に截拳道を開発する際に、アリのフットワークを研究しエッセンスとして取り入れたと言われている。
- 2023年10月23日発売予定の総合格闘技ゲーム『EA SPORTS UFC 5』（PlayStation 5・Xbox Series X/S対応）の予約特典の限定キャラクターとして、ボクサーながらアリが登場することが発表された[183]。

## 戦績
- アマチュアボクシング：105戦 100勝 5敗
- プロボクシング：61戦 56勝 (37KO) 5敗

| 戦           | 日付           | 勝敗 | 時間     | 内容    | 対戦相手                       | 国籍           | 備考                                                                       |
| ------------ | -------------- | ---- | -------- | ------- | ------------------------------ | -------------- | -------------------------------------------------------------------------- |
| 1            | 1960年10月29日 | ☆    | 6R       | 判定3-0 | タニー・ハンセーカー           | アメリカ合衆国 | プロデビュー戦                                                             |
| 2            | 1960年12月27日 | ☆    | 4R 1:00  | TKO     | ハーブ・サイラー               | アメリカ合衆国 |                                                                            |
| 3            | 1961年1月17日  | ☆    | 3R 1:30  | TKO     | トニー・エスペルティ           | アメリカ合衆国 |                                                                            |
| 4            | 1961年2月7日   | ☆    | 1R 1:34  | KO      | ジム・ロビンソン               | アメリカ合衆国 |                                                                            |
| 5            | 1961年2月21日  | ☆    | 6R 終了  | TKO     | ドニー・フリーマン             | アメリカ合衆国 |                                                                            |
| 6            | 1961年4月19日  | ☆    | 2R 1:27  | KO      | ラマー・クラーク               | アメリカ合衆国 |                                                                            |
| 7            | 1961年6月26日  | ☆    | 10R      | 判定3-0 | デューク・サベダン             | アメリカ合衆国 |                                                                            |
| 8            | 1961年7月22日  | ☆    | 10R      | 判定3-0 | アロンゾ・ジョンソン           | アメリカ合衆国 |                                                                            |
| 9            | 1961年10月7日  | ☆    | 6R 1:45  | TKO     | アレックス・ミテフ             | アルゼンチン   |                                                                            |
| 10           | 1961年11月29日 | ☆    | 7R 1:55  | TKO     | ウィリー・ベスマノフ           | ドイツ         |                                                                            |
| 11           | 1962年2月10日  | ☆    | 4R 0:26  | TKO     | ソニー・バンクス               | アメリカ合衆国 |                                                                            |
| 12           | 1962年3月28日  | ☆    | 4R 0:34  | TKO     | ドン・ワーナー                 | アメリカ合衆国 |                                                                            |
| 13           | 1962年4月23日  | ☆    | 4R 1:34  | TKO     | ジョージ・ローガン             | アメリカ合衆国 |                                                                            |
| 14           | 1962年5月19日  | ☆    | 7R 2:21  | TKO     | ビリー・ダニエルズ             | アメリカ合衆国 |                                                                            |
| 15           | 1962年7月20日  | ☆    | 5R 1:48  | KO      | アレハンドロ・ラボランテ       | アルゼンチン   |                                                                            |
| 16           | 1962年11月15日 | ☆    | 4R 1:35  | TKO     | アーチー・ムーア               | アメリカ合衆国 |                                                                            |
| 17           | 1963年1月24日  | ☆    | 3R 2:04  | KO      | チャーリー・パウエル           | アメリカ合衆国 |                                                                            |
| 18           | 1963年3月13日  | ☆    | 10R      | 判定3-0 | ダグ・ジョーンズ               | アメリカ合衆国 |                                                                            |
| 19           | 1963年6月18日  | ☆    | 5R 2:15  | TKO     | ヘンリー・クーパー             | イギリス       |                                                                            |
| 20           | 1964年2月25日  | ☆    | 6R 終了  | TKO     | ソニー・リストン               | アメリカ合衆国 | WBA・WBC世界ヘビー級タイトルマッチ WBA・WBC・NYSAC・リングマガジン王座獲得 |
| 21           | 1965年5月25日  | ☆    | 1R 2:12  | KO      | ソニー・リストン               | アメリカ合衆国 | WBC防衛1                                                                   |
| 22           | 1965年11月22日 | ☆    | 12R 2:18 | TKO     | フロイド・パターソン           | アメリカ合衆国 | WBC防衛2                                                                   |
| 23           | 1966年3月29日  | ☆    | 15R      | 判定3-0 | ジョージ・シュバロ             | カナダ         | WBC防衛3                                                                   |
| 24           | 1966年5月21日  | ☆    | 6R 1:38  | TKO     | ヘンリー・クーパー             | イギリス       | WBC防衛4                                                                   |
| 25           | 1966年8月6日   | ☆    | 3R 1:40  | KO      | ブライアン・ロンドン           | イギリス       | WBC防衛5                                                                   |
| 26           | 1966年9月10日  | ☆    | 12R 1:30 | TKO     | カール・ミルデンバーガー       | ドイツ         | WBC防衛6                                                                   |
| 27           | 1966年11月14日 | ☆    | 3R 1:08  | TKO     | クリーブランド・ウィリアムズ   | アメリカ合衆国 | WBC防衛7                                                                   |
| 28           | 1967年2月6日   | ☆    | 15R      | 判定3-0 | アーニー・テレル               | アメリカ合衆国 | WBA・WBC世界ヘビー級王座統一戦 WBA王座獲得・WBC防衛8                       |
| 29           | 1967年3月22日  | ☆    | 7R 1:48  | KO      | ゾラ・フォーリー               | アメリカ合衆国 | WBA防衛1・WBC防衛9                                                         |
| 30           | 1970年10月26日 | ☆    | 3R 終了  | TKO     | ジェリー・クォーリー           | アメリカ合衆国 |                                                                            |
| 31           | 1970年12月7日  | ☆    | 15R 2:03 | TKO     | オスカー・ボナベナ             | アルゼンチン   | NABFヘビー級王座決定戦                                                     |
| 32           | 1971年3月8日   | ★    | 15R      | 判定0-3 | ジョー・フレージャー           | アメリカ合衆国 | WBA・WBC世界ヘビー級タイトルマッチ                                         |
| 33           | 1971年7月26日  | ☆    | 12R 2:10 | TKO     | ジミー・エリス                 | アメリカ合衆国 | NABFヘビー級王座決定戦                                                     |
| 34           | 1971年11月17日 | ☆    | 12R      | 判定3-0 | バスター・マシス               | アメリカ合衆国 | NABF防衛1                                                                  |
| 35           | 1971年12月26日 | ☆    | 7R 2:12  | KO      | ユルゲン・ブリン               | ドイツ         |                                                                            |
| 36           | 1972年4月1日   | ☆    | 15R      | 判定3-0 | マック・フォスター             | アメリカ合衆国 |                                                                            |
| 37           | 1972年5月1日   | ☆    | 12R      | 判定3-0 | ジョージ・シュバロ             | カナダ         | NABF防衛2                                                                  |
| 38           | 1972年6月27日  | ☆    | 7R 0:19  | TKO     | ジェリー・クォーリー           | アメリカ合衆国 | NABF防衛3                                                                  |
| 39           | 1972年7月19日  | ☆    | 11R 1:15 | TKO     | アルヴィン・ルイス             | アメリカ合衆国 |                                                                            |
| 40           | 1972年9月20日  | ☆    | 7R 終了  | TKO     | フロイド・パターソン           | アメリカ合衆国 | NABF防衛4                                                                  |
| 41           | 1972年11月21日 | ☆    | 8R 0:40  | KO      | ボブ・フォスター               | アメリカ合衆国 | NABF防衛5                                                                  |
| 42           | 1973年2月14日  | ☆    | 12R      | 判定3-0 | ジョー・バグナー               | イギリス       |                                                                            |
| 43           | 1973年3月31日  | ★    | 12R      | 判定1-2 | ケン・ノートン                 | アメリカ合衆国 | NABF王座陥落                                                               |
| 44           | 1973年9月10日  | ☆    | 12R      | 判定2-1 | ケン・ノートン                 | アメリカ合衆国 | NABFヘビー級タイトルマッチ                                                 |
| 45           | 1973年10月20日 | ☆    | 12R      | 判定3-0 | ルディ・ルバーズ               | オランダ       |                                                                            |
| 46           | 1974年1月28日  | ☆    | 12R      | 判定3-0 | ジョー・フレージャー           | アメリカ合衆国 | NABF防衛1                                                                  |
| 47           | 1974年10月30日 | ☆    | 8R 2:58  | KO      | ジョージ・フォアマン           | アメリカ合衆国 | WBA・WBC世界ヘビー級タイトルマッチ WBA・WBC・リングマガジン王座獲得        |
| 48           | 1975年3月24日  | ☆    | 15R 2:41 | TKO     | チャック・ウェプナー           | アメリカ合衆国 | WBA・WBC防衛1                                                              |
| 49           | 1975年5月16日  | ☆    | 11R 1:08 | TKO     | ロン・ライル                   | アメリカ合衆国 | WBA・WBC防衛2                                                              |
| 50           | 1975年7月1日   | ☆    | 15R      | 判定3-0 | ジョー・バグナー               | イギリス       | WBA・WBC防衛3                                                              |
| 51           | 1975年10月1日  | ☆    | 14R 終了 | TKO     | ジョー・フレージャー           | アメリカ合衆国 | WBA・WBC防衛4                                                              |
| 52           | 1976年2月20日  | ☆    | 5R 2:46  | KO      | ジャン＝ピエール・クープマン   | ベルギー       | WBA・WBC防衛5                                                              |
| 53           | 1976年4月30日  | ☆    | 15R      | 判定3-0 | ジミー・ヤング                 | アメリカ合衆国 | WBA・WBC防衛6                                                              |
| 54           | 1976年5月24日  | ☆    | 5R 2:05  | TKO     | リチャード・ダン               | イギリス       | WBA・WBC防衛7                                                              |
| 55           | 1976年9月28日  | ☆    | 15R      | 判定3-0 | ケン・ノートン                 | アメリカ合衆国 | WBA・WBC防衛8                                                              |
| 56           | 1977年5月16日  | ☆    | 15R      | 判定3-0 | アルフレッド・エヴァンゲリスタ | ウルグアイ     | WBA・WBC防衛9                                                              |
| 57           | 1977年9月29日  | ☆    | 15R      | 判定3-0 | アーニー・シェーバース         | アメリカ合衆国 | WBA・WBC防衛10                                                             |
| 58           | 1978年2月15日  | ★    | 15R      | 判定1-2 | レオン・スピンクス             | アメリカ合衆国 | WBA・WBC王座陥落                                                           |
| 59           | 1978年9月15日  | ☆    | 15R      | 判定3-0 | レオン・スピンクス             | アメリカ合衆国 | WBA世界ヘビー級タイトルマッチ WBA・リングマガジン王座獲得                  |
| 60           | 1980年10月2日  | ★    | 10R 終了 | TKO     | ラリー・ホームズ               | アメリカ合衆国 | WBC世界ヘビー級タイトルマッチ                                              |
| 61           | 1981年12月11日 | ★    | 10R      | 判定0-3 | トレバー・バービック           | カナダ         |                                                                            |
| テンプレート |                |      |          |         |                                |                |                                                                            |

## テレビ視聴件数
| 日付           | イベント                                                   | 地域                 | 視聴件数    | 備考                            |
| -------------- | ---------------------------------------------------------- | -------------------- | ----------- | ------------------------------- |
| 1964年2月25日  | モハメド・アリ vs. ソニー・リストン 1                      | 西洋                 | 1億6595万件 |                                 |
| 1964年2月25日  | モハメド・アリ vs. ソニー・リストン 1                      | ヨーロッパ           | 1億6500万件 | [ 184 ]                         |
| 1964年2月25日  | モハメド・アリ vs. ソニー・リストン 1                      | アメリカ合衆国 (PPV) | 95万人      |                                 |
| 1965年5月25日  | モハメド・アリ vs. ソニー・リストン 2                      | 全世界               | 8000万件    | [ 185 ]                         |
| 1965年5月25日  | モハメド・アリ vs. ソニー・リストン 2                      | イギリス             | 700万件     | [ 186 ]                         |
| 1966年5月21日  | モハメド・アリ vs. ヘンリー・クーパー 2                    | 全世界               | 2億件       | [ 187 ]                         |
| 1966年5月21日  | モハメド・アリ vs. ヘンリー・クーパー 2                    | イギリス             | 2100万件    | [ 188 ]                         |
| 1966年5月21日  | モハメド・アリ vs. ヘンリー・クーパー 2                    | アメリカ合衆国       | 2000万件    | [ 189 ]                         |
| 1971年3月8日   | モハメド・アリ vs. ジョー・フレージャー 1 (世紀の一戦)     | 全世界               | 3億件       | [ 190 ]                         |
| 1971年3月8日   | モハメド・アリ vs. ジョー・フレージャー 1 (世紀の一戦)     | イギリス             | 2750万件    | [ 191 ]                         |
| 1971年3月8日   | モハメド・アリ vs. ジョー・フレージャー 1 (世紀の一戦)     | 韓国                 | 200万件     | [ 192 ]                         |
| 1973年2月14日  | モハメド・アリ vs. ジョー・バグナー 1                      | イギリス             | 2000万件    | [ 193 ]                         |
| 1974年10月30日 | モハメド・アリ vs. ジョージ・フォアマン (キンシャサの奇跡) | 全世界               | 10億人      | [ 194 ] [ 195 ] [ 196 ] [ 197 ] |
| 1974年10月30日 | モハメド・アリ vs. ジョージ・フォアマン (キンシャサの奇跡) | イギリス             | 2600万人    | [ 198 ]                         |
| 1975年5月16日  | モハメド・アリ vs. ロン・ライル                            | アメリカ合衆国       | 5000万件    | [ 199 ]                         |
| 1976年2月20日  | モハメド・アリ vs. ジャン＝ピエール・クープマン            | アメリカ合衆国       | 4000万件    | [ 200 ]                         |
| 1976年4月30日  | モハメド・アリ vs. ジミー・ヤング                          | アメリカ合衆国       | 3370万件    | [ 201 ]                         |
| 1976年5月24日  | モハメド・アリ vs. リチャード・ダン                        | アメリカ合衆国       | 6500万件    | [ 202 ]                         |
| 1976年6月26日  | モハメド・アリ vs. アントニオ猪木                          | 全世界               | 14億件      | [ 203 ] [ 204 ]                 |
| 1976年6月26日  | モハメド・アリ vs. アントニオ猪木                          | 日本                 | 5400万件    | [ 205 ]                         |
| 1977年5月16日  | モハメド・アリ vs. アルフレッド・エヴァンゲリスタ          | アメリカ合衆国       | 5000万件    | [ 206 ]                         |
| 1977年9月29日  | モハメド・アリ vs. アーニー・シェーバース                  | アメリカ合衆国       | 7000万件    | [ 202 ]                         |
| 1978年2月15日  | モハメド・アリ vs. レオン・スピンクス 1                    | アメリカ合衆国       | 7000万件    | [ 207 ]                         |
| 1978年9月27日  | モハメド・アリ vs. レオン・スピンクス 2                    | 全世界               | 20億人      | [ 208 ] [ 209 ]                 |
| 1978年9月27日  | モハメド・アリ vs. レオン・スピンクス 2                    | アメリカ合衆国       | 9000万件    | [ 210 ] [ 211 ]                 |
|                | 合計視聴者数                                               | 全世界               | 55億件      |                                 |

## 獲得タイトル

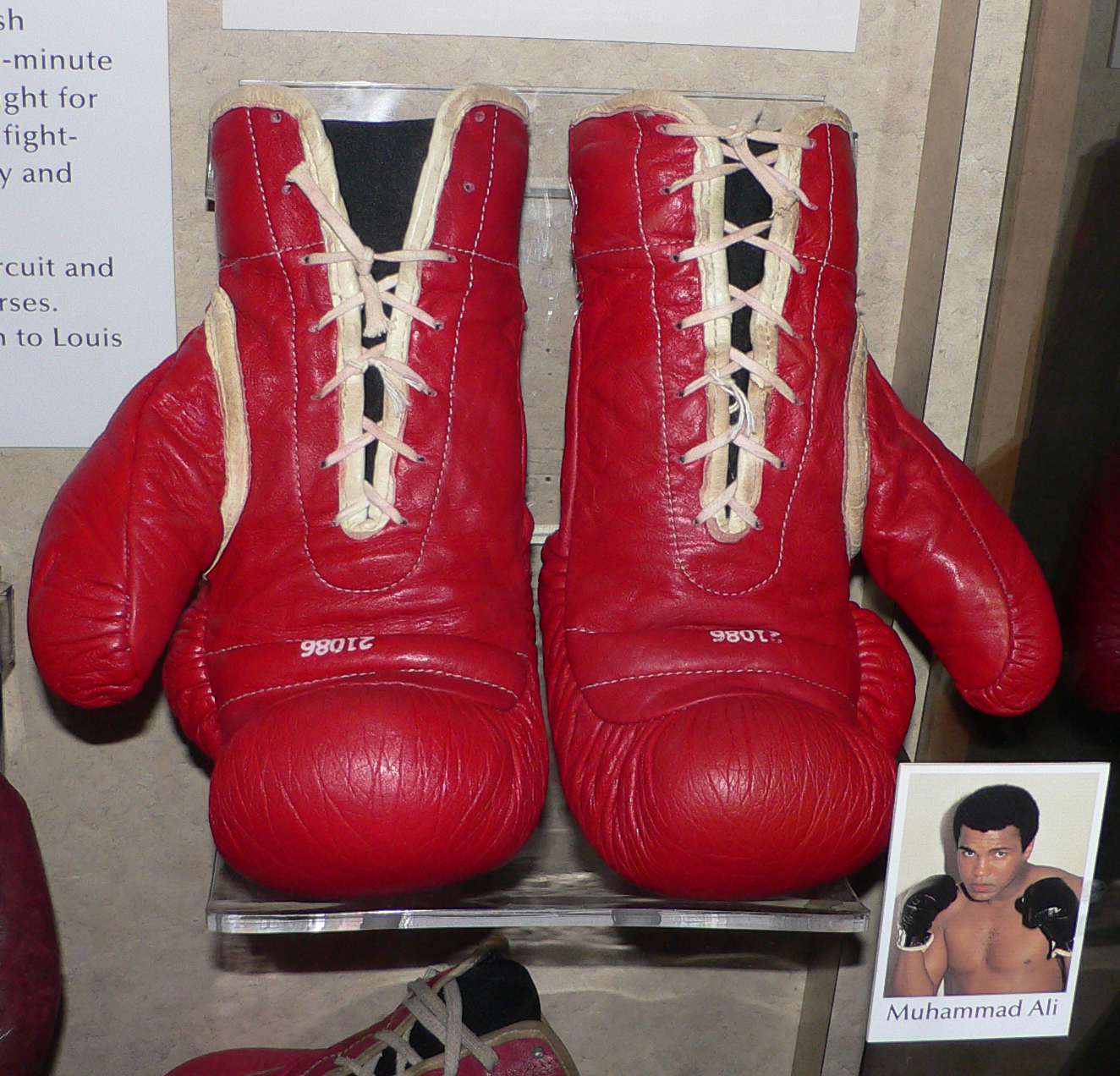
米国歴史博物館に展示されるアリのグローブ

### アマチュアボクシング
- ケンタッキー州ゴールデングローブ 優勝（6度）
- シカゴ・ゴールデングローブ 優勝（2度）
- 全米ゴールデングローブ ライトヘビー級・ヘビー級 優勝（2度）
- AAU全米選手権 ライトヘビー級 優勝（2度）
- ローマオリンピック ライトヘビー級 金メダル

### プロボクシング
- WBA世界ヘビー級王座（4度）
- WBC世界ヘビー級王座（2度）
- NABF北米ヘビー級王座（3度）
- NYSAC世界ヘビー級王座（1度）
- リングマガジン世界ヘビー級王座（3度）

## 受賞歴
- 国際ボクシング殿堂入り
- スポーツ・イラストレイテッド・スポーツマン・オブ・ザ・センチュリー（1999年）
- CSHL ダブル・ヘリックス・メダル
- マーティン・ルーサー・キング記念賞
- ハリウッド・ウォーク・オブ・フェイム
- オットー・ハーン平和メダル（2005年）
- 大統領自由勲章（2005年）
- プリンストン大学名誉博士号（2007年）[213]
- WWE殿堂（2024年）

## 関連映画
劇映画
- アリ/ザ・グレーテスト（トム・グライス（英語版）監督）
- ALI アリ（マイケル・マン監督、ウィル・スミス主演）
- あの夜、マイアミで（レジーナ・キング監督）

ドキュメンタリー映画
- モハメド・アリ かけがえのない日々（レオン・ギャスト監督）
- チャンピオンへの道（ジム・ジェーコブス監督）
- モハメド・アリ 世界が見た王者（フィル・グラブスキー監督）
- フェイシング・アリ（英語版）（ピート・マコーマック（英語版）監督）

## 書籍
- 『モハメド・アリ自伝　わが魂の戦歴』鈴木主税訳　早川書房
- ホセ・トレス 『カシアス・クレイ』 和田俊訳 朝日新聞出版 1972年
- 田原八郎 『モハメド・アリ―合衆国と闘った輝ける魂』 燃焼社、2003年8月
- ハワード・L. ビンガム 『モハメド・アリ 聖者』 岩本正恵訳、リトルモア、1997年11月
- マイク・マークシー 『モハメド・アリとその時代―グローバル・ヒーローの肖像』 藤永康政訳、未來社、2001年10月
- デイビッド・レムニック 『モハメド・アリ―その闘いのすべて』 佐々木純子訳、阪急コミュニケーションズ、2001年9月
- デイヴィス・ミラー 『モハメド・アリの道』 田栗美奈子訳、青山出版社、1997年9月
- 田中茂朗 『モハメド・アリ 〜リングを降りた黒い戦士』 メディアファクトリー、1992年6月
- トマス・ハウザー 『シリーズ・ザ・スポーツノンフィクション14 モハメド・アリ -その生と時代』小林勇次訳、東京書籍、1993年7月
  - 新版『モハメド・アリ　その生と時代』 岩波現代文庫（上下）、2005年5月
- ジョナサン・アイグ『評伝モハメド・アリ　アメリカで最も憎まれたチャンピオン』 押野素子訳、岩波書店、2022年9月
- ハナ・アリ 『私の父モハメド・アリ』 北沢あかね訳、愛育社、2001年9月
- 『月刊スーパーマン増刊 スーパーマン対モハメド・アリ』月刊スーパーマン1978年9月号増刊号、マーベリック出版
雑誌は既に廃刊・絶版済み。スーパーマンのストーリーにアリを絡ませたコミック作品である。アリを取材にクラーク・ケントたちがやってきた際、地球に強大な宇宙艦隊が飛来する。その宇宙艦隊の要求により、アリが地球チャンピオンとして、宇宙の格闘技王者ハンニャと地球の運命をかけて対戦することになる。地球人を奴隷にするという宇宙人の言葉に怒ったアリはハンニャにKO勝ち、宇宙艦隊もスーパーマンの前に全滅し、アリとスーパーマンの共同戦線により地球の平和は守られるという奇想天外なストーリー。 タイトルのとおり、アリとスーパーマンもリングで対決。クリプトナイトの影響下で戦ったスーパーマンは意識を失いながらも立ち続け、アリは止めの一撃を打たない。